# Twin Peaks: The Return
Chronologie
Saison 2
Twin Peaks: The Return est la troisième saison de la série télévisée américaine Twin Peaks, appelée également en français Twin Peaks saison 3. Elle est lancée vingt-six ans après la fin de la deuxième saison, une première dans l'histoire des séries.
La diffusion des 18 épisodes a commencé le 21 mai 2017 et a fini le 3 septembre 2017 sur la chaîne Showtime,. En France, les deux premiers épisodes ont été diffusés en avant-première, en seconde partie de soirée, le 25 mai 2017 sur Canal+, le jour de leur présentation au festival de Cannes 2017. Canal+ a diffusé la saison en VF et en prime time, deux épisodes par soirée, dès le 20 juillet 2017. Canal+ Séries diffuse également les épisodes en simultané, deux jours après leur diffusion sur Showtime.
La saison 3 occupe la première place dans le Top 10 de la décennie 2010-2019 des Cahiers du cinéma.

## Synopsis

### Les trois Cooper
25 ans après la saison 2, l'agent du FBI Dale Cooper est toujours prisonnier de la Loge noire alors que son doppelgänger, surnommé  « Mr C. », sillonne les routes des États-Unis. Cooper, après avoir revu une Laura Palmer vieillie qui lui annonce qu'elle n'est pas vraiment morte et qui lui murmure quelque chose à l'oreille, est expulsé du même lieu par le double maléfique de « l'Homme venu d'ailleurs », qui a la forme d'un arbre squelettique et électrique doté d'un cerveau humain. Ce dernier annonce à Dale Cooper, avant son expulsion, que s'il veut retourner sur Terre, son doppelgänger doit revenir dans la Loge noire. Semant la mort autour de lui, notamment en tuant ses complices payés par l'agent du FBI Phillip Jeffries pour le tuer, introuvable depuis longtemps, Mr C. est à la recherche d'un étrange symbole noir dessiné sur une carte à jouer. Le vrai Dale Cooper, dans un état catatonique et amnésique après être notamment tombé dans l'espace et avoir atterri dans un mystérieux lieu habité par deux femmes, prend la place de Douglas « Dougie » Jones, autre double de Cooper, qui vit à Las Vegas, marié à Janey-E avec qui il a eu un petit garçon. Dougie retourne dans la Loge noire pour disparaître, alors que le vrai Cooper mène sa vie de famille et assume son travail dans une compagnie d'assurances. Plusieurs personnes, dont un tueur à gages engagé par un certain Duncan Todd, lui-même engagé par Mr C. pour l'éliminer, tentent de le tuer.
Dans un immeuble à New York, un jeune homme, Sam Colby, est payé pour ne pas quitter des yeux une gigantesque boîte de verre transparente, et pour changer les cartes mémoires de plusieurs caméras chargées de filmer la boîte transparente. Un soir, alors qu'il est en train de faire l'amour avec sa copine Tracey Barberato devant la boîte, une entité surnaturelle se forme à l'intérieur, la brise, et les massacre tous les deux.
L'agent du FBI Gordon Cole et le médecin-légiste Albert Rosenfield, tous les deux sans nouvelles de Cooper depuis de nombreuses années, sont mis au courant de ce meurtre par l'agent Tamara Preston. Ils sont ensuite informés que l’agent Cooper est actuellement en prison dans le Dakota du Sud, sans savoir qu'il s’agit en fait de son double maléfique, qui a eu un accident de voiture du fait d'une perte de connaissance, lié au retour de Dale Cooper sur Terre et de la permutation de ce dernier avec Dougie Jones. Cole et Rosenfield demandent à Diane Evans, autrefois secrétaire de Dale Cooper, de les accompagner dans leur enquête. Celle-ci, après s'être entretenue avec Mr C., affirme aux deux agents que cet homme n'est pas le bon Dale Cooper.

### Le corps du Major Briggs
Pendant ce temps, à Buckhorn, toujours dans le Dakota du Sud, des policiers découvrent deux cadavres incomplets assemblés : la tête d'une bibliothécaire, Ruth Davenport, posée sur le corps décapité d'un homme. Un suspect est rapidement arrêté et emprisonné : le principal du collège, William Hastings, dont les empreintes ont été retrouvées sur le lieu de la découverte des corps. La femme de ce dernier est tuée par Mr C. avec le revolver de l'avocat de Hastings qui est emprisonné, accusé de l'avoir assassinée. La secrétaire de Hastings meurt également dans l'explosion de sa voiture. Le corps de l'homme sans tête s'avère être celui du Major Garland Briggs, mort peu après l'arrivée de Cooper sur Terre. Le Pentagone, ainsi que les agents du FBI Cole, Preston et Rosenfield, enquêtent sur le corps du Major. Une alliance gravée au nom de Dougie Jones est retrouvée dans son estomac, cependant son corps se révèle être inexplicablement celui d'un quadragénaire alors que le Major Briggs devrait être plus vieux. William Hastings révèle finalement aux trois agents du FBI que Ruth Davenport et lui, tous deux fascinés par les univers parallèles, ont réussi à pénétrer dans une réalité alternative où ils ont rencontré le Major Briggs. Ce dernier voulait en sortir et leur a demandé de lui donner des chiffres détenus par une base militaire, qui pourraient l'aider à quitter ce monde parallèle. Au moment de les lui fournir, Hastings a assisté à la disparition de la tête de Briggs et à la mort de Ruth Davenport.

### À Twin Peaks
À Twin Peaks, la Femme à la bûche, gravement malade, contacte par téléphone le shérif-adjoint Hawk. Elle lui annonce que quelque chose manque qui pourrait expliquer la disparition de l'agent Cooper il y a plus d'une vingtaine d'années. Hawk retrouve des pages déchirées du journal intime de Laura Palmer où elle y décrit un rêve où elle a vu Annie Blackburn, la bien-aimée de Dale Cooper, lui révélant que Cooper demeure toujours prisonnier de la Loge Noire. Au bureau du shérif de Twin Peaks, le shérif Frank Truman a dorénavant remplacé son frère Harry Truman, gravement malade. Son couple est traumatisé par le suicide de leur fils. L'adjoint Andy Brennan a, quant à lui, épousé Lucy la réceptionniste avec laquelle il a eu un enfant : Wally. Le docteur Jacoby, qui peint en or à la bombe des pelles, enregistre désormais des vidéos de théories conspirationnistes, notamment regardées par Nadine Hurley, gérante d'un magasin de rideaux. Benjamin Horne, le propriétaire de l'hôtel Grand Nord, est aujourd'hui très proche de sa secrétaire Beverly, alors que son frère Jerry est devenu une sorte de hippie sous hallucinogènes. Richard Horne, le fils d'Audrey, jeune homme au comportement asocial et violent, est notamment recherché par la police après avoir violemment renversé avec sa voiture un petit garçon qui traversait la rue. Norma Jennings et Shelly Johnson travaillent toujours au Double R. La seconde a entre-temps épousé Bobby Briggs, son petit ami de l'époque devenu shérif-adjoint, mais leur couple bat de l'aile - Shelly est amoureuse de Red, dealer influent de la ville. Leur fille Becky est mariée à Steven Burnett, un junkie violent, qui la rend hystérique, ce qui ne peut que rappeler à Shelly la violence conjugale qu'elle vécut avec son mari d'autrefois, Leo Johnson. Bobby, lui, aide Frank Truman et Hawk à résoudre le jeu de pistes enclenché par son propre père Garland Briggs, avec pour intermédiaire la Femme à la bûche qui parfois leur livre des messages. Le shérif Truman, Hawk et Bobby découvrent chez la mère de ce dernier l'existence d'un cylindre, caché dans un fauteuil par le Major Briggs avant sa mort. Le cylindre renferme des bouts de papier comportant notamment le même symbole noir recherché par Mr C., le double maléfique de Cooper, ainsi qu'une série de nombres, le nom de Cooper inscrit deux fois et enfin la mention d'un lieu précis, de deux dates et d'une même heure.

## Distribution
Le 25 avril 2016, l'ensemble de la distribution a été révélé, comprenant 217 acteurs.
- Kyle MacLachlan : (VF : Patrick Poivey) : agent Dale Cooper / le Doppelgänger de Cooper alias « Mr C[5] » (18 parties) / Douglas « Dougie » Jones[5] (partie 3)

### Twin Peaks

#### Les anciens acteurs de la série et du film
- Mädchen Amick (VF : Anne Rondeleux) : Shelly Briggs[5] (parties 2, 5, 6, 7, 11, 13 et 15)
- Dana Ashbrook (VF : Damien Boisseau) : Shérif-adjoint Bobby Briggs[5] (parties 4, 9, 11, 13, 14, 15, 17 et 18)
- Richard Beymer (VF : Edgar Givry) : Benjamin Horne[6] (parties 1, 7, 9, 10, 12 et 17)
- Joan Chen (VF : Ysabelle Lacamp) : Jocelyn « Josie » Packard (images de la saison 1)(partie 17)
- Catherine E. Coulson (VF : Mireille Delcroix) : Margaret Lanterman / la Femme à la bûche (parties 1, 2, 10, 11 et 15)
- Julee Cruise : La chanteuse du Roadhouse (partie 17)
- Jan D'Arcy (en) (VF : Béatrice Delfe) : Sylvia Horne[5] (parties 9 et 10)
- Sherilyn Fenn (VF : Virginie Ogouz) : Audrey Horne[5] (parties 12, 13, 15 et 16)
- Mark Frost : Cyril Pons (partie 15)
- Warren Frost (VF : Michel Ruhl) : Dr Will Hayward[7] (partie 7)
- Harry Goaz (VF : Cyrille Artaux) : Shérif Adjoint Andy Brennan[5] (parties 1, 3, 4, 5, 7, 9, 14, 15 et 17)
- Andrea Hays (VF : Mylène Bourbeau) : Heidi (parties 5, 6 et 7)
- Gary Hershberger (it) : Mike Nelson[5] (partie 5)
- Michael Horse (VF : Gérard Desalles) : Tommy "Hawk" Hill[5] (parties 1, 2, 3, 4, 5, 6, 7, 9, 10, 11, 12, 14, 15 et 17)
- David Patrick Kelly (VF : Patrice Dozier) : Jerry Horne[5] (parties 1, 5, 7, 9, 10, 12, 16 et 17)
- Piper Laurie (VF : Claudie Chantal) : Catherine Packard Martell  (extrait de la saison 1) (partie 17)
- Peggy Lipton (VF : Marianne Basler) : Norma Jennings[5] (parties 5, 7, 11, 13 et 15)
- James Marshall (VF : Lionel Tua) : James Hurley[5] (parties 2, 13, 14, 15 et 17)
- Everett McGill (VF : Michel Le Royer) : Ed Hurley[5] (parties 13 et 15)
- Jack Nance (VF : Georges Aubert) : Pete Martell[5]  (extrait de la saison 1) (partie 17)
- Walter Olkewicz (en) (VF : Hervé Jolly) : Jean-Michel Renault (parties 2 et 7) (Dans les deux premières saisons, l'acteur incarnait Jacques Renault)
- Kimmy Robertson (VF : Patricia Legrand) : Lucy Brennan[5] (parties 1, 3, 4, 5, 9, 10, 11, 14, 15 et 17)
- Wendy Robie (VF : Marion Game) : Nadine Hurley[5] (parties 5, 10, 12, 13 et 15)
- Marv Rosand : Toad (première apparition dans Twin Peaks:The Missing Pieces) (parties 5 et 11)
- Harry Dean Stanton (VF : Jean-Pierre Moulin) : Carl Rodd[5] (parties 6, 10, 11, 12 et 15)
- Charlotte Stewart : Betty Briggs[5] (partie 9)
- Russ Tamblyn (VF : Jean-François Vlérick) : Dr Lawrence Jacoby[4] (parties 1, 3, 5, 10, 12 et 13)
- Alicia Witt : Gersten Hayward[8] (parties 11 et 15)
- Grace Zabriskie (VF : Cathy Cerda) : Sarah Palmer[5] (parties 2, 12, 13, 14, 17 et 18)

#### Les nouveaux acteurs
- Jay Aaseng : L'ivrogne (parties 14, 15 et 17)
- Elizabeth Anweis : Abbie (partie 12)
- Richard Bucher : Le mari de Monique (partie 16)
- Scott Cameron : L'homme tabassé (partie 16)
- Gia Carides : Hannah (partie 2)
- Vincent Castellanos (en) : Federico (partie 5)
- Michael Cera[4] (VF : Paolo Domingo) : Wally « Brando » Brennan (partie 4)
- Candy Clark[9] (VF : Josiane Pinson) : Doris Truman (parties 5 et 6)
- Scott Coffey : Trick (partie 12)
- Lisa Coronado : La mère du garçon renversé (partie 6)
- Grace Victoria Cox : Charlotte (partie 5)
- Ana de la Reguera[10] : Natalie (partie 12)
- Hugh Dillon[10] : Tom Paige (partie 7)
- Eamon Farren (en) (VF : Gauthier Battoue) : Richard Horne (parties 5, 6, 10, 13, 15 et 16)
- Sky Ferreira : Ella (partie 9)
- Robert Forster[11] (VF : Patrick Raynal) : Shérif Frank Truman (parties 4, 5, 6, 7, 9, 11, 12, 14, 15 et 17)
- Balthazar Getty[12] : Red (parties 2, 6 et 11)
- Grant Goodeve[5] : Walter Lawford (parties 13 et 15)
- Caleb Landry Jones[5] (VF : Alexis Tomassian) : Steven Burnett (parties 5, 10, 11 et 15)
- Ashley Judd[7] (VF : Marjorie Frantz) : Beverly Paige, la nouvelle secrétaire de Benjamin Horne(parties 1, 7, 9 et 12)
- James Grixoni : Adjoint Jesse Helcomb (parties 4, 6 et 11)
- Laura Kenny : La femme en colère dans la voiture (partie 11)
- Jane Levy : Elizabeth (partie 5)
- Jeremy Lindholm : Mickey (partie 6)
- Sarah Jean Long : Miriam Sullivan (parties 6, 10, 11 et 12)
- Riley Lynch : Bing (partie 7)
- Shane Lynch : Megan (partie 14)
- Clark Middleton (VF : Bernard Soufflet) : Charlie (parties 12, 13, 15 et 16)
- Priya Diane Niehaus : La fille malade (partie 11)
- Casey O'Neill : L'ami de Chuck (partie 15)
- Charity Parenzini : Carrie (partie 11)
- Elias Parenzini : Ralph (partie 11)
- John Paulsen : Le camionneur (partie 14)
- Linas Phillips : Russ (partie 11)
- John Pirruccello : Adjoint Chad Broxford (parties 4, 5, 6, 9, 10, 14, 15 et 17)
- Eric Rondell : Johnny Horne (parties 9 et 10)
- Rodney Rowland : Chuck (partie 15)
- Hunter Sanchez : Le garçon renversé (partie 6)
- Amanda Seyfried (VF : Chloé Berthier) : Rebecca « Becky » Burnett (parties 5, 10, 11 et 13)
- JR Starr : Le maître de cérémonie au Bang Bang Bar (parties 8, 13, 14, 15 et 16)
- Emily Stofle : Sophie Megan (partie 14)
- Jessica Szohr[13] : Renée (parties 2, 13 et 15)
- Lauren Tewes : La voisine de Gersten (partie 11)
- Jodi Thelen (en) : Maggie (partie 4, 6 et 11)
- Jake Wardle : Freddie Sykes (parties 2, 14, 15 et 17)
- Karolina Wydra[4] : Chloe (partie 9)
- Charlyne Yi[4] : Ruby (partie 15)

### Le gouvernement américain

#### Le FBI
- Chrysta Bell (VF : Mélodie Orru) : Agent Tamara Preston (parties 3, 4, 5, 7, 9, 10, 11, 12, 14, 16 et 17)
- Richard Chamberlain[4] : Bill Kennedy (partie 4)
- Laura Dern (VF : Martine Irzenski) : Diane Evans (parties 6, 7, 9, 11, 12, 14, 16, 17 et 18)
- David Duchovny (VF : Georges Caudron) : La chef d'équipe Denise Bryson[14] (partie 4)
- Jay R. Ferguson[4] : Agent spécial Randall Headley (parties 14, 15, 16 et 17)
- Miguel Ferrer (VF : Patrick Messe) : Le médecin-légiste Albert Rosenfield[5] (parties 3, 4, 6, 7, 9, 10, 11, 12, 14, 16 et 17)
- David Lynch (VF : Gérard Surugue) : Gordon Cole[15] (parties 3, 4, 6, 7, 9, 10, 11, 12, 14, 16 et 17)
- Owain Rhys-Davies : Agent Wilson (parties 14, 15 et 16)

#### Le Pentagone
- Ernie Hudson[4] (VF : Thierry Desroses) : Le colonel Davis (parties 5 et 7)
- Adèle René : Lieutenant Cynthia Knox (parties 5, 7 et 9)

### Las Vegas
- Alon Abutbul : Le livreur (partie 13)
- Joe Adler : Roger (parties 2, 10 et 15)
- Tammie Baird : Lorraine (parties 5 et 6)
- James Belushi (VF : Patrick Béthune) : Bradley Mitchum (parties 5, 10, 11, 13, 16 et 17)
- John Billingsley[4] (VF : Daniel Lafourcade) : Docteur Ben (partie 10)
- Ronnie Gene Blevins : Tommy (partie 6)
- Wes Brown : Darren (partie 5)
- Juan Carlos Cantu : Officier Reynaldo (parties 5 et 6)
- Larry Clarke[5] : Inspecteur T. Fusco (parties 7, 9, 10 et 13)
- Jonny Coyne : Le comptable (partie 16)
- Giselle DaMier : Sandie (parties 5, 10, 11, 13, 16 et 17)
- David Dastmalchian[16] (VF : Sébastien Desjours) : Pit Boss Warrick (parties 4, 5 et 10)
- Jeremy Davies[4] : Jimmy (partie 6)
- Eric Edelstein : Détective « Smiley » Fusco (parties 7, 9, 10 et 13)
- Josh Fadem : Phil Bisby (parties 5, 6, 11 et 16)
- Patrick Fischler[16] (VF : Franck Capillery) : Duncan Todd (parties 2, 6, 9, 10, 13 et 15)
- Meg Foster : La caissière du Silver Mustang Casino (partie 3)
- Pierce Gagnon : Sonny Jim Jones (parties 4, 5, 6, 10, 12, 13, 15, 16 et 18)
- Hailey Gates : La mère Junkie (parties 3, 5 et 6)
- Brett Gelman[4] (VF : Laurent Morteau) : Le superviseur Burns (parties 4 et 5)
- Robert Knepper[17] (VF : Christian Visine) : Rodney Mitchum (parties 5, 10, 11, 13, 16 et 17)
- David Koechner[4] (VF : Gérard Darier) : Inspecteur D. Fusco (parties 7, 9, 10 et 13)
- Jay Larson : Le chauffeur d'une limousine (parties 4 et 11)
- Andrea Leal : Mandie (parties 5, 10, 11, 13, 16 et 17)
- Bellina Martin Logan : Le docteur (partie 16) (L'actrice incarnait dans la deuxième saison la réceptionniste de l'hôtel Grand Nord)
- Josh McDermitt[4] : L'homme prétentieux au casino (partie 3)
- Don Murray (VF : Bernard Tiphaine) : Bushnell Mullins  (parties 5, 6, 7, 9, 11, 13, 16 et 17)
- Sara Paxton[4] : Candy Shaker (partie 4)
- Linda Porter : La femme addict aux machines à sous (parties 3, 4 et 11)
- Jenali Quinn : Le sergent (parties 9 et 13)
- Elena Satine (VF : Elsa Davoine) : Rhonda (parties 5 et 7)
- John Savage : Détective Clark (partie 13)
- Amie Shiels : Candie (parties 5, 10, 11, 13, 16 et 17)
- Sawyer Shipman : Le fils de la mère junkie (parties 3 et 5)
- Tom Sizemore[15] (VF : Renaud Marx) : Anthony Sinclair (parties 5, 6, 7, 10, 11 et 13)
- Bob Stephenson : Frank (partie 5)
- Ethan Suplee[4] : Bill Shaker (partie 4)
- Sabrina S. Sutherland : L'hôtesse Jackie (parties 3 et 4)
- Bill Tangradi : Jake (parties 3 et 5)
- Greg Vrotsos : Gene (parties 3 et 5)
- Naomi Watts[15] (VF : Hélène Bizot) : Janey-E Jones (parties 4, 5, 6, 7, 9, 10, 13, 15, 16 et 18)
- Nafessa Williams : Jade (parties 3, 5 et 6)
- Christophe Zajac-Denek : Ike « Le Pic » Stadtler (parties 6, 7, 9 et 10)

### Dakota du Sud
- Jane Adams (VF : Marie-Laure Dougnac) : Constance Talbot (parties 1, 4, 5, 7, 9 et 10)
- Melissa Bailey (VF : Véronique Alycia) : Marjorie Green (partie 1)
- Steve Baker : Jack (partie 2)
- Brent Briscoe (VF : Philippe Ariotti) : Inspecteur Dave Macklay (parties 1, 2, 4, 5, 7, 9 et 11)
- Bailey Chase : Inspecteur Don Harrison (parties 1 et 5)
- James Croak : Robby (partie 1)
- Kathleen Deming : Buella (partie 1)
- Neil Dickson : George Bautzer (partie 2)
- James Giordano : Officier Douglas (partie 1)
- George Griffith (VF : Fabrice Trojani) : Ray Monroe (parties 1, 2, 7, 8 et 13)
- Cornelia Guest (VF : Alexandra Vandernoot) : Phyllis Hastings (parties 1 et 2)
- Hank Harris : Le technicien de la prison (partie 5)
- Luke Judy : Le fils de Dwight Murphy (partie 12)
- Dep Kirland : Le chef Mike Boyd (parties 1 et 4)
- Nicole LaLiberte (VF : Victoria Grosbois) : Darya (parties 1 et 2)
- Jennifer Jason Leigh[18] : Chantal Hutchens (parties 2, 9, 12, 13, 15 et 16)
- Matthew Lillard[4] (VF : Boris Rehlinger) : William « Bill » Hastings (parties 1, 2, 9 et 11)
- Karl Makinen (VF : Jean-Marc Charrier) : Inspecteur Randy Hollister (parties 4, 5 et 7)
- Bérénice Marlohe[4] : La Française (partie 12)
- James Morrison (VF : Patrick Borg): Le directeur de prison Dwight Murphy (parties 4, 5, 7, 9 et 12)
- Christopher Murray : Officier Olson (partie 1)
- Max Perlich[4] : Hank (partie 1)
- Tim Roth[4] (VF : Nicolas Marié) : Gary « Hutch » Hutchens (parties 9, 12, 13, 15 et 16)
- Mary Stofle : Ruth Davenport (parties 1 et 11)
- Redford Westwood : Otis (partie 1)

### Montana
- Frank Collison : Muddy (partie 13)
- Christopher Darbin : Le comptable de « La Ferme » (partie 13)
- Derek Mears : Renzo (partie 13)

### New York
- Michael Bisping : Le garde (partie 1)
- Ben Rosenfield[4] (VF : Gabriel Bismuth-Bienaimé) : Sam Colby (parties 1 et 2)
- Madeline Zima (VF : Caroline Victoria) : Tracey Barberato (parties 1 et 2)

### Nouveau-Mexique (1956)
- Leslie Berger : La femme de l’automobiliste (partie 8)
- Cullen Douglas : Le disc jockey (partie 8)
- Tikaeni Faircrest (VF : Lisa Caruso): La jeune fille (partie 8)
- Tad Griffith : L'automobiliste (partie 8)
- Xolo Maridueña (VF : Julien Crampon) : Le jeune homme (partie 8)
- Tracy Phillips : La réceptionniste (partie 8)

### Odessa
- Matt Battaglia : Un cowboy (épisode 18)
- Francesca Eastwood : la serveuse Kristi (épisode 18)
- Heath Hensley : Un cowboy (épisode 18)
- Sheryl Lee (VF : Dorothée Jemma) : Carrie Page (épisode 18)
- Rob Mars : Un cowboy (épisode 18)
- Mary Reber : Alice Tremond (épisode 18)

### Philadelphie
- Jesse Johnson : L'ami de Diane (partie 7)

### La Loge noire
- Sheryl Lee (VF : Dorothée Jemma) : Laura Palmer[5] (parties 1, 2, 3, 8, 17 et 18)
- Carlton Lee Russell : « Jumping Man » (parties 15 et 17)
- Frank Silva : BOB (images des deux premières saisons)
- Al Strobel (VF : Jean-Bernard Guillard) : Phillip Michael Gerard / MIKE[5] (parties 2, 3, 4, 6, 11, 13, 16, 17 et 18)
- Ray Wise (VF : Philippe Ogouz) : Leland Palmer[5] (parties 2 et 18)

### Univers parallèle
- Phoebe Augustine : La fille américaine (partie 3) (dans les deux premières saisons, l'actrice incarnait Ronette Pulaski)
- Monica Bellucci[4] (VF : elle-même) : Elle-même (partie 14)
- Robert Broski (VF : Julien Kramer) : « L'Homme des bois »(parties 8 et 14)
- Erika Eynon : « L'Expérience » (parties 1, 8 et 14)
- Nathan Frizzell (VF : Bernard Alane) : La voix de Phillip Jeffries (parties 14, 15 et 17)
- Joy Nash : Señorita Dido (partie 8)
- Malachy Sreenan : la femme à la clé (partie 15)
- Carel Struycken : « Le pompier » (parties 1, 8, 14 et 17) (dans la saison 2, l'acteur incarnait le Géant)
- Nae Yuuki : Naido (parties 3, 14, 15 et 17)

- Version française
  - Studio de doublage : Libra Films
  - Direction artistique : Jean-Philippe Puymartin assisté de Sol Espeche
  - Adaptation des dialogues : Joëlle Martrenchard et Aziza Hellal

 Source et légende : version française (VF) sur RS Doublage et selon le carton du doublage français télévisuel.

## Production

### Développement
Le 6 octobre 2014, il est annoncé que Twin Peaks reviendra en tant que mini-série sur Showtime diffusée pour 2016 mais a ensuite été repoussée à 2017,. La série est écrite par David Lynch et Mark Frost et réalisée par Lynch,. Beaucoup de membres de la distribution originale, y compris Kyle MacLachlan (l'agent Dale Cooper) seront de retour.

Frost souligne que les nouveaux épisodes ne sont pas un remake ou un reboot, mais une continuation de la série. Les épisodes se déroulent de nos jours et les 25 ans écoulés sont un élément important de l'intrigue. Quant à savoir si la mini-série se poursuivra en une série régulière, Frost déclare : 

« C'est au fruit que l'on juge l'arbre. Si nous passons un bon moment et si chacun est satisfait et décide qu'il a du temps pour plus, alors je considérerai qu'on peut aller plus loin. »

En mars 2015, Lynch exprime des doutes sur la production en raison de « complications ». Cependant, Showtime confirme que la série avance, indiquant : « Il ne se passe rien de plus que ce qui se passe lors d'un processus de préproduction avec David Lynch. Tout avance et tout le monde est très heureux et enthousiaste. » En avril, Lynch déclare qu'il ne dirigera pas les neuf épisodes en raison de contraintes budgétaires. Le 15 mai, Lynch et Showtime parviennent à un accord et Lynch est de retour en tant que réalisateur. Il y aurait plus d'épisodes que les neuf annoncés. Lors d'une réunion sur Twin Peaks à Seattle, des membres du casting (Sherilyn Fenn et Sheryl Lee) affirment que la nouvelle série serait composée de 18 épisodes et qu'Angelo Badalamenti reviendrait en tant que compositeur. En juillet, Frost laisse entendre que la série débuterait en 2017 au lieu de 2016 (date initialement prévue pour la diffusion).
En janvier 2016, Nevins confirme que la série serait diffusée au cours de la première moitié de 2017.

### Attribution des rôles
En janvier 2015, le retour de Kyle MacLachlan dans la série est confirmé.
Ayant subi une opération à cœur ouvert à la fin de 2014, Russ Tamblyn se remet encore au début de l'année 2015. Lynch et Frost ont encore l'espoir qu'il puisse rejoindre le casting pour la nouvelle saison.
En septembre 2015, Catherine E. Coulson, qui devait reprendre son rôle de la Dame à la bûche dans la nouvelle série, meurt d'un cancer. Tamblyn et Coulson sont confirmés plus tard comme faisant partie de la distribution.
En octobre 2015, il est confirmé que Michael Ontkean, qui incarnait le shérif Harry S. Truman, ne sera pas de retour, l'acteur étant à la retraite. C'est Robert Forster qui reprendra le rôle de shérif en tant que frère de Harry. Le même mois, David Duchovny laisse entendre qu'il reviendrait en agent du FBI Denise Bryson.
En novembre 2015, Miguel Ferrer est annoncé pour reprendre son rôle d'Albert Rosenfield ; il apparaîtra dans toute la saison 3. Le 19 janvier 2017, il succombe à un cancer de la gorge. Richard Beymer et David Patrick Kelly reprendraient leurs rôles respectifs de Benjamin et Jerry Horne.
En décembre 2015, Alicia Witt confirme qu'elle va reprendre son rôle de Gersten Hayward. Le même mois, la sortie du premier teaser de la série confirme la participation de Michael Horse (Tommy "Hawk" Hill).
En janvier 2016, Sherilyn Fenn est annoncée pour reprendre son rôle d'Audrey Horne.
En février 2016, il est confirmé que David Lynch reprendra son rôle de Gordon Cole. Laura Dern, une des actrices fétiches de Lynch, est distribuée dans un rôle central non dévoilé.
Les acteurs suivants, apparus dans les deux premières saisons, ne seront pas présents dans les nouveaux épisodes : Michael J. Anderson (L'homme venu d'ailleurs), Lara Flynn Boyle (Donna Hayward), Ian Buchanan (Dick Tremayne), Joan Chen (Josie Packard), Eric Da Re (Leo Johnson), Mary Jo Deschanel (Eileen Hayward), Chris Isaak (Agent Chester Desmond dans le film Twin Peaks: Fire Walk with Me), Heather Graham (Annie Blackburn), Moira Kelly (Donna Hayward dans le film Twin Peaks: Fire Walk with Me), Piper Laurie (Catherine Martell), Michael Ontkean (Shériff Harry Truman), Kiefer Sutherland (Agent Sam Stanley dans le film Twin Peaks: Fire Walk with Me), Kenneth Welsh (Windom Earle) et Billy Zane (John Justice Wheeler).
D'autres acteurs sont décédés avant le projet de la saison 3 : Frances Bay (Mme Tremond) en 2011, David Bowie (agent Philip Jeffries) en 2016, John Boylan (le maire Dwayne Milford) en 1992, Don S. Davis (Major Garland Briggs) en 2008, Frank Silva (BOB) en 1995, Jack Nance (Pete Martell) en 1996, Dan O'Herlily (Andrew Packard) en 2005 et Hank Worden (le vieux serveur de l'hôtel du Grand Nord) en 1992.
Quant à Catherine E. Coulson (La Femme à la Bûche), Miguel Ferrer (le légiste Albert Rosenfield) et Warren Frost (Dr Will Hayward), tous les trois malades lors du tournage, ils ont tous tourné leurs scènes avant de mourir.

Photos des acteurs principaux au San Diego Comic-Con 2017
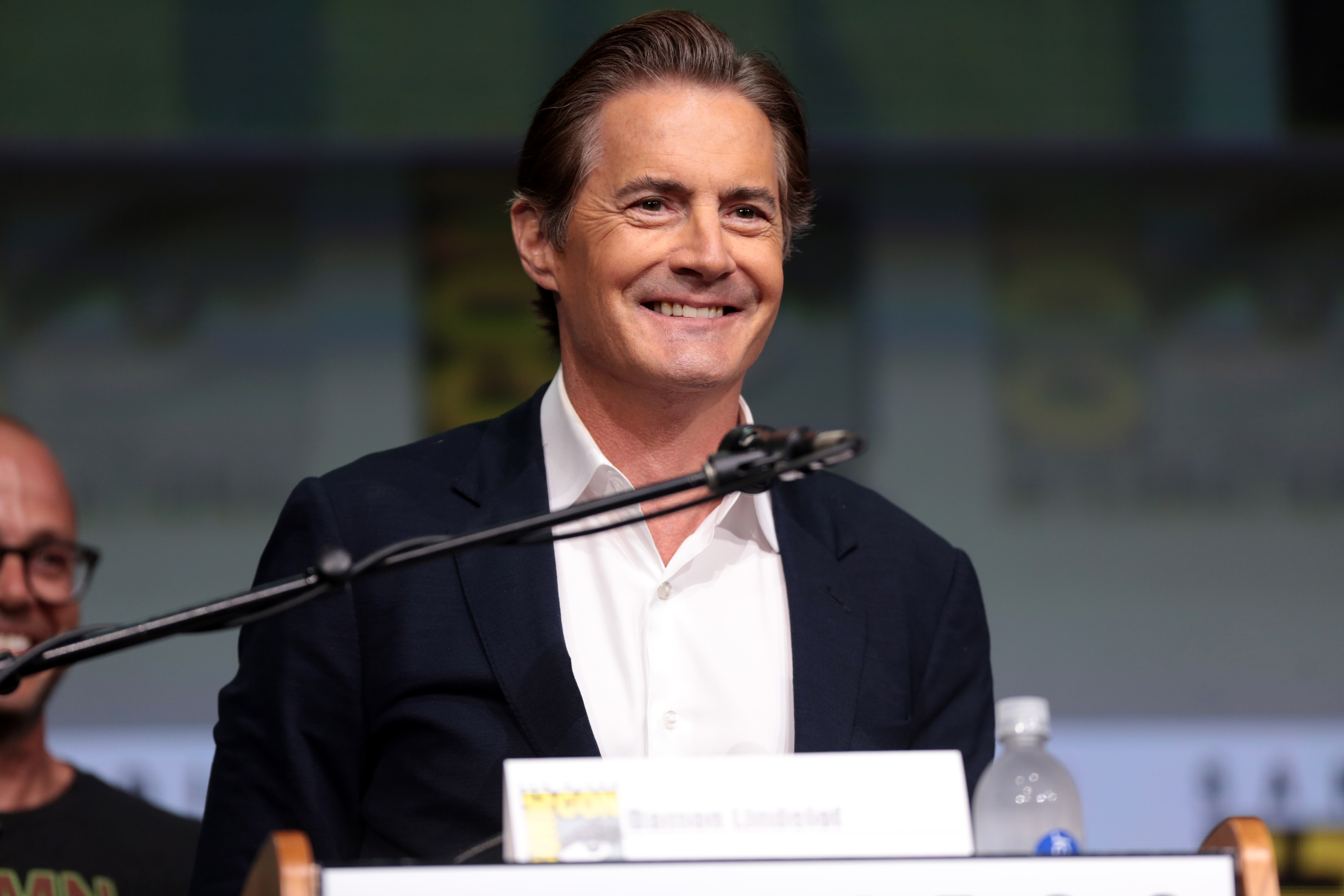
Kyle MacLachlan est l'agent Dale Cooper
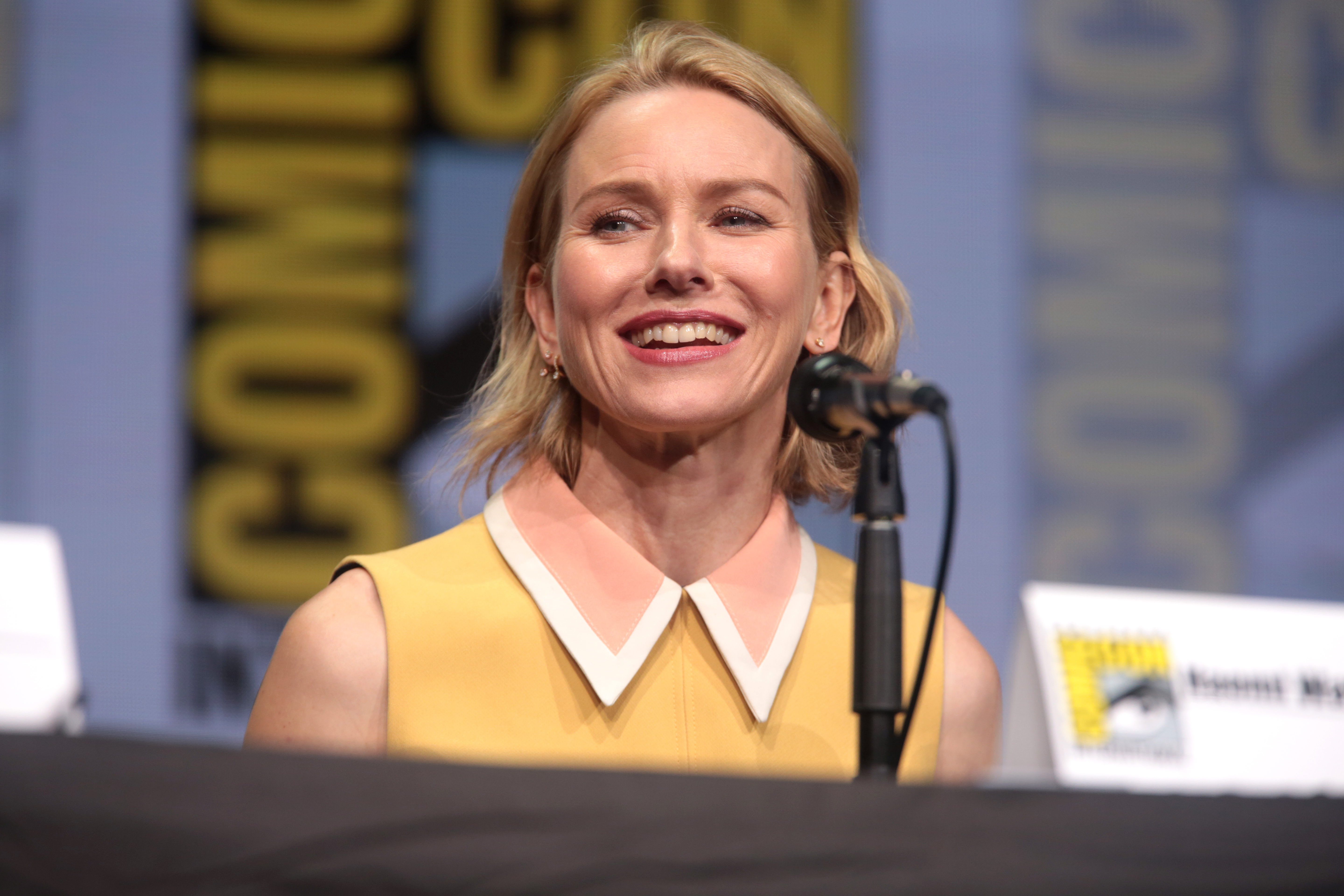
Naomi Watts est Janey-E Jones
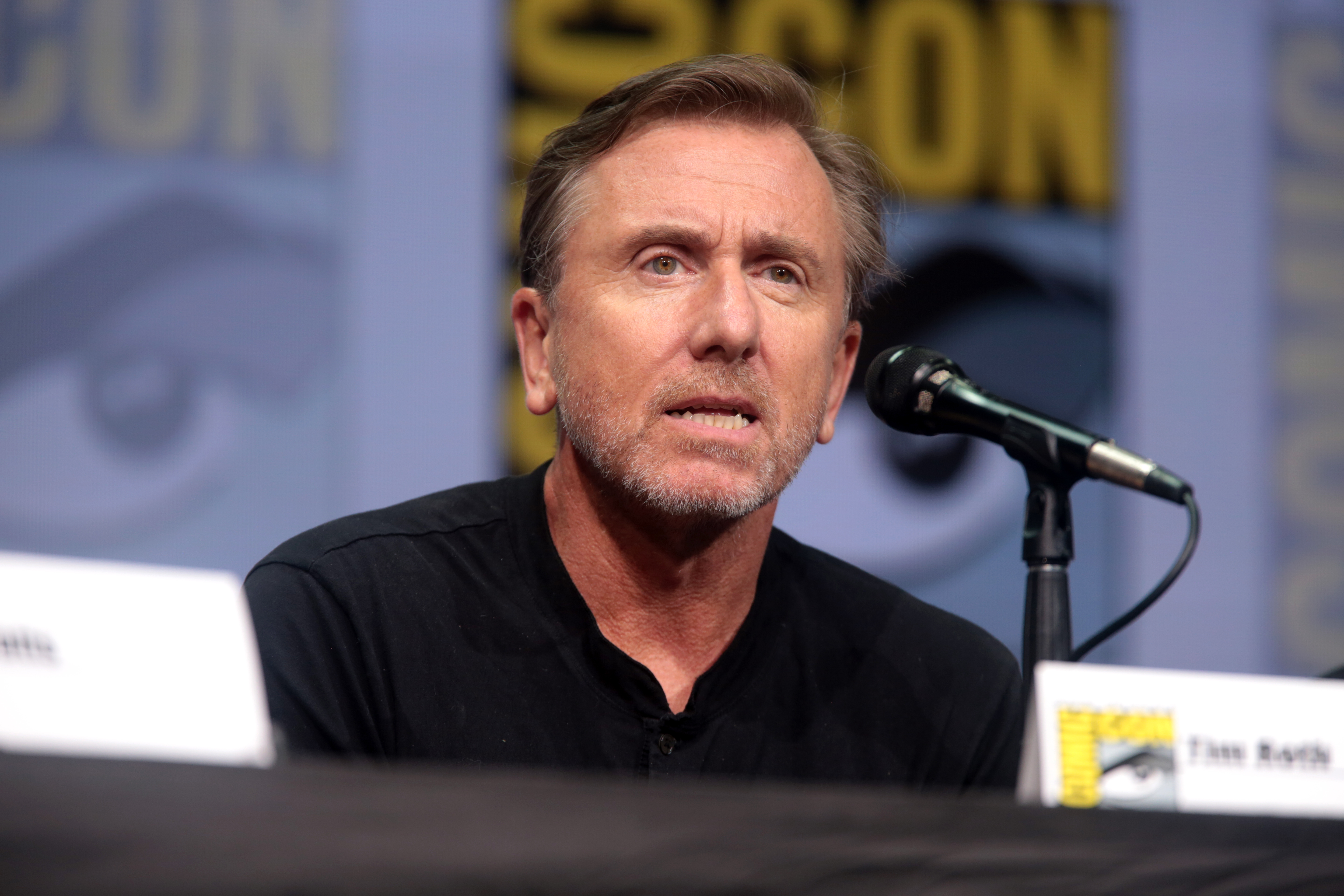
Tim Roth est Gary 'Hutch' Hutchens
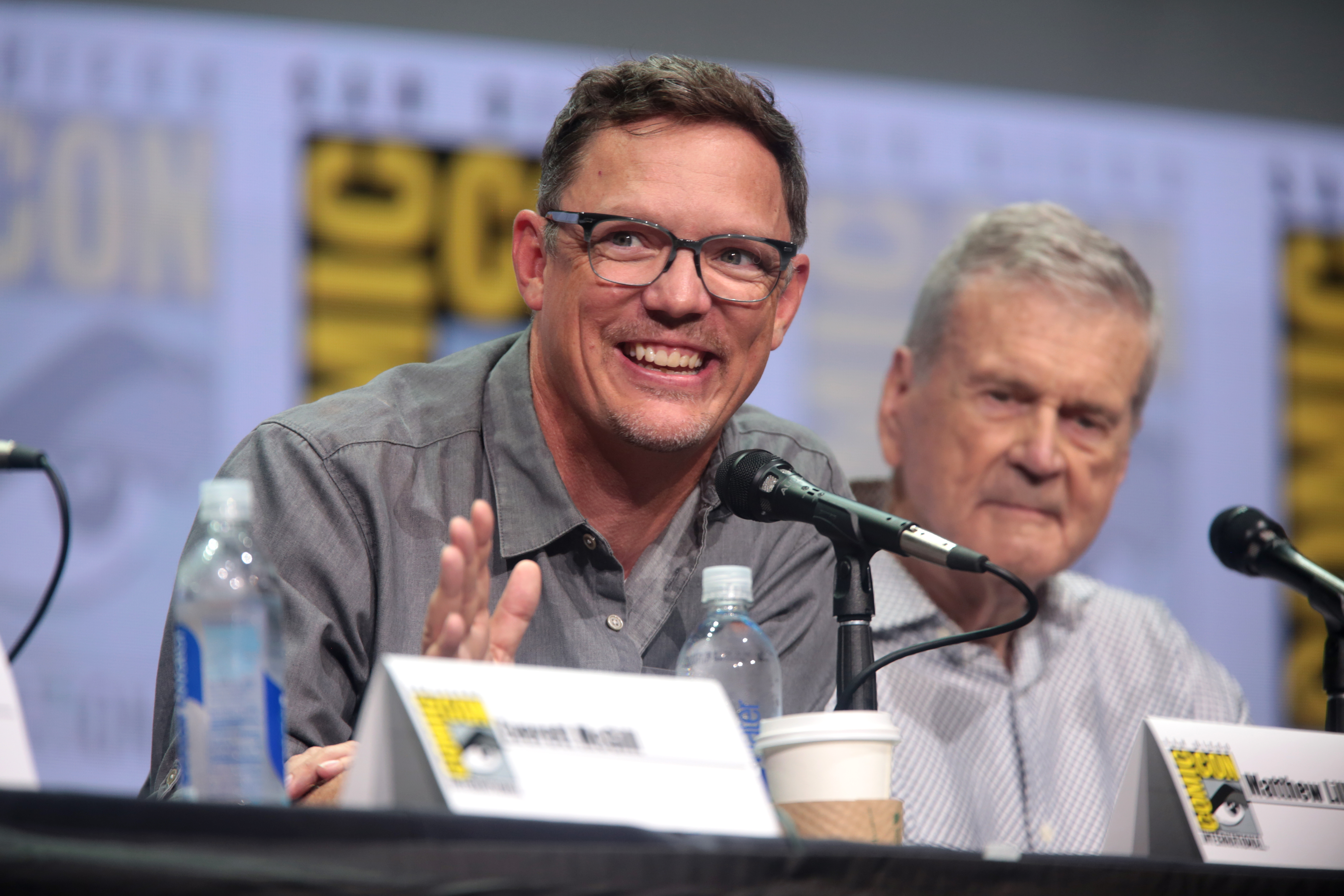
Matthew Lillard est William Hastings
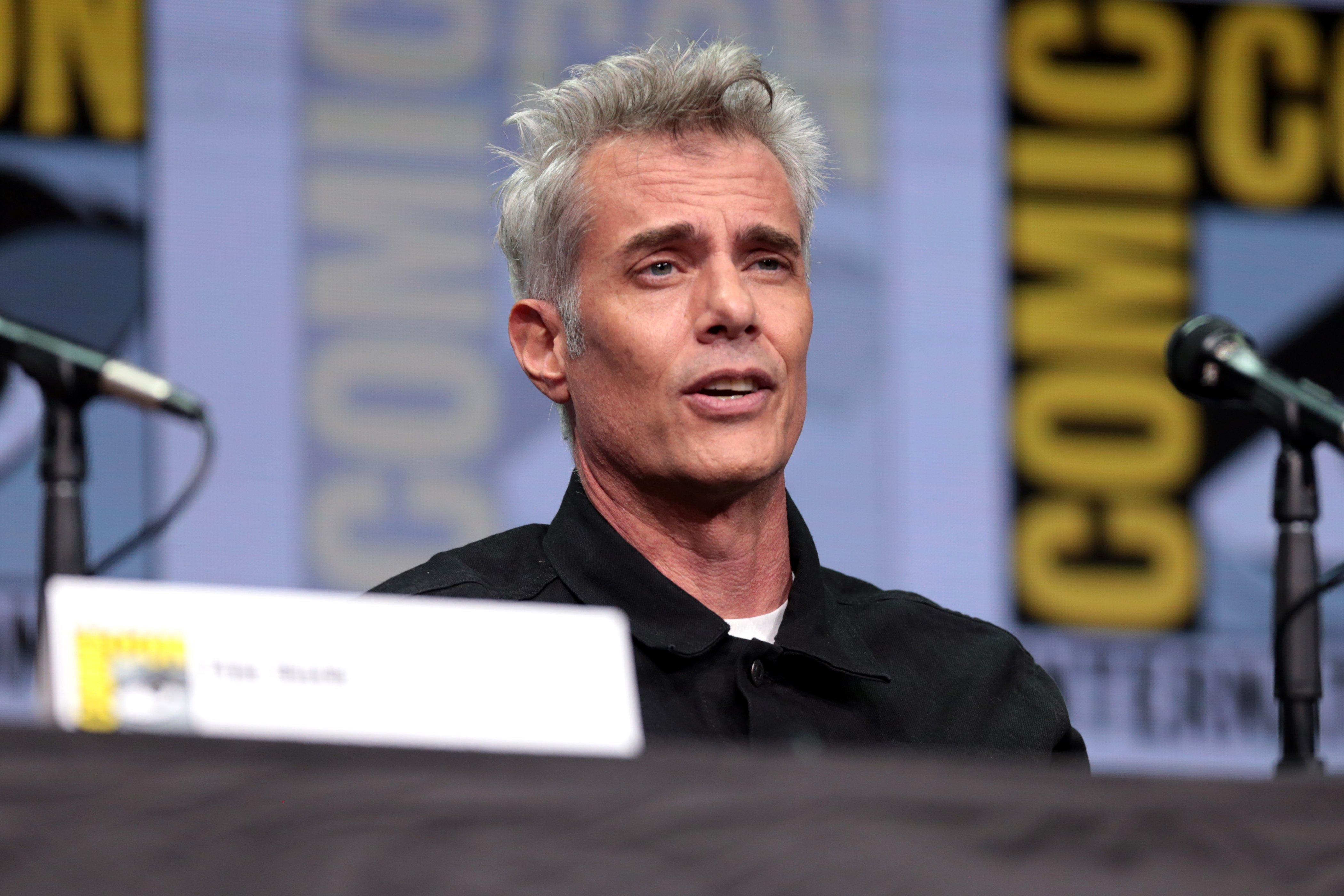
Dana Ashbrook est le Deputy Bobby Briggs
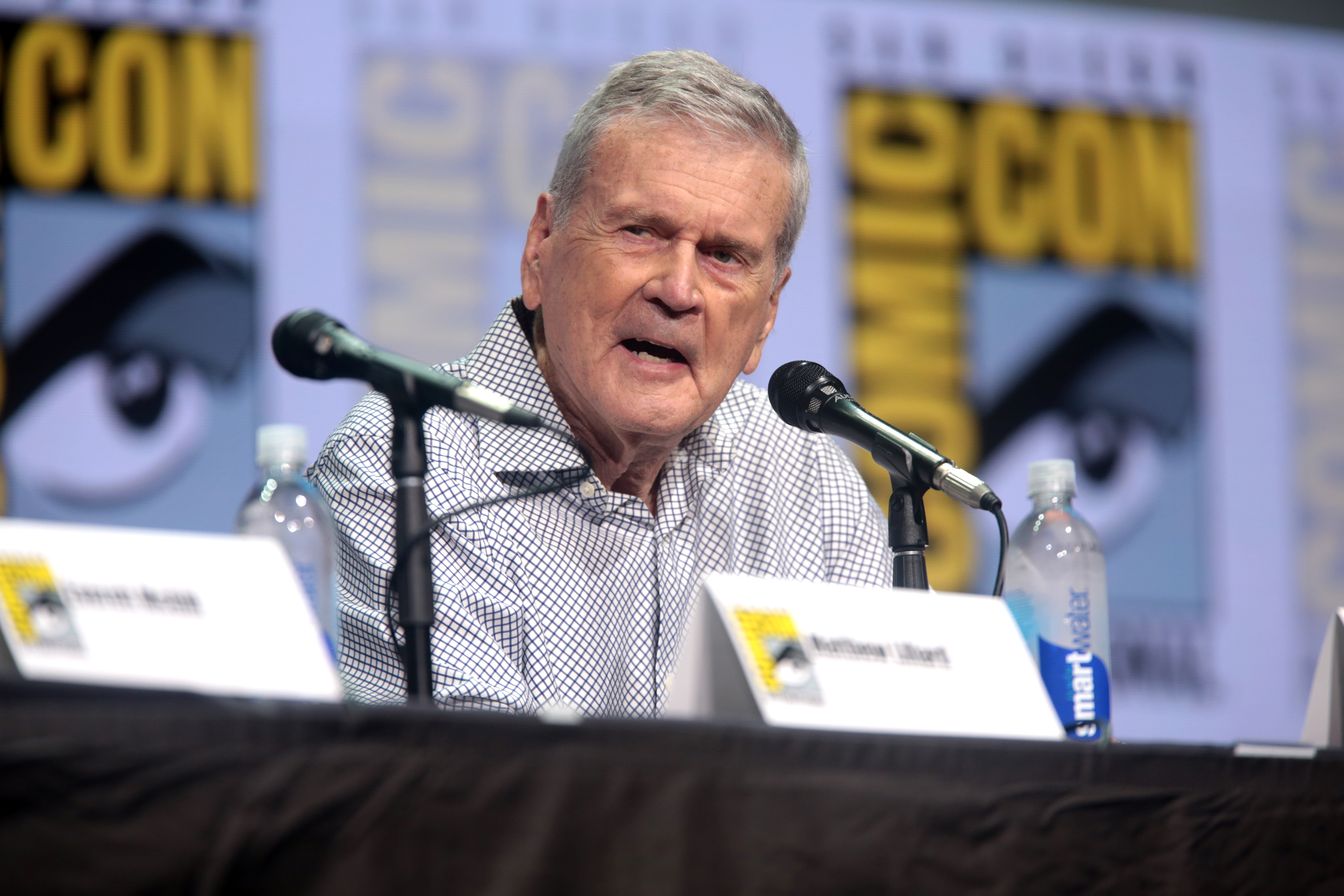
Don Murray est Bushnell Mullins
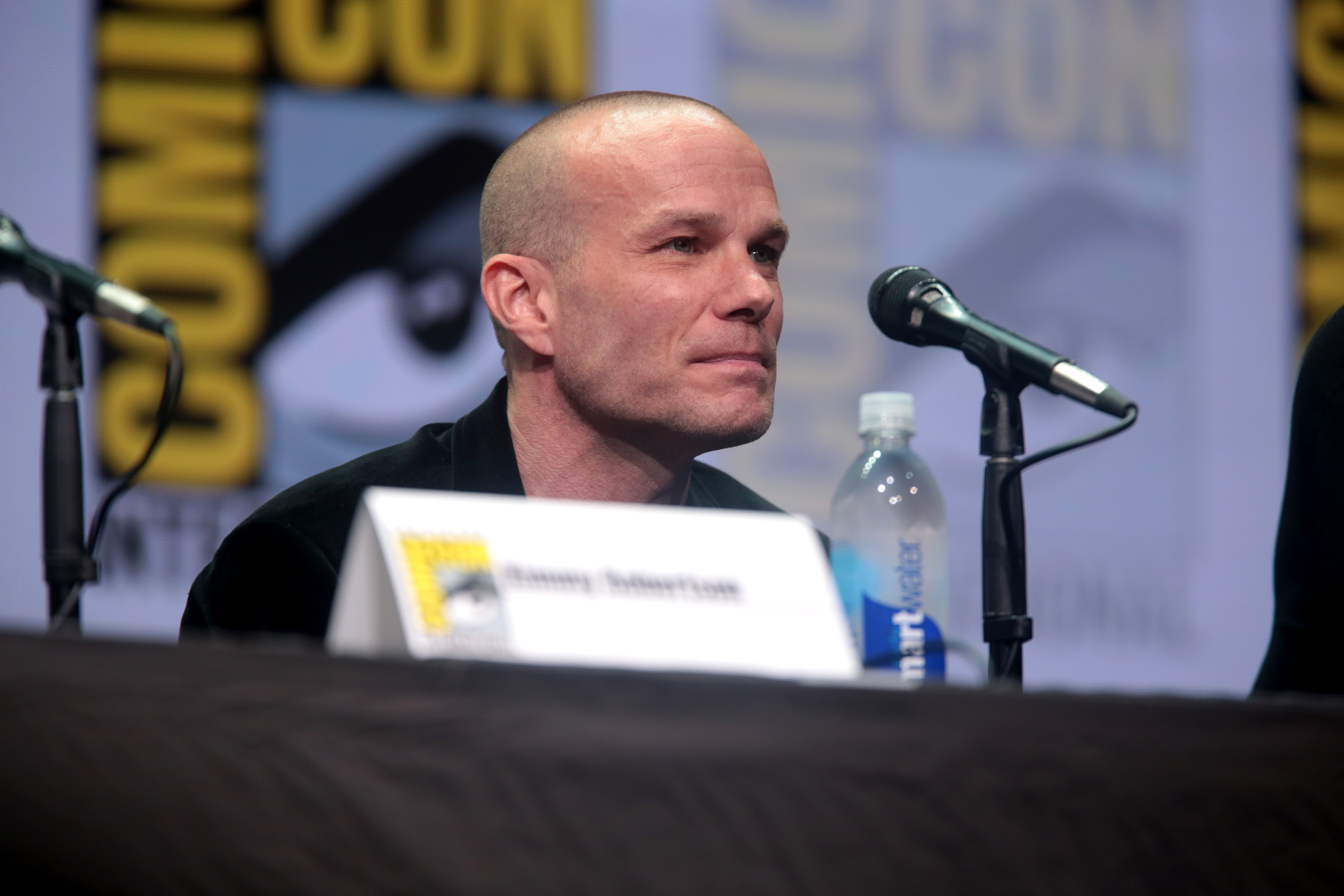
James Marshall est James Hurley
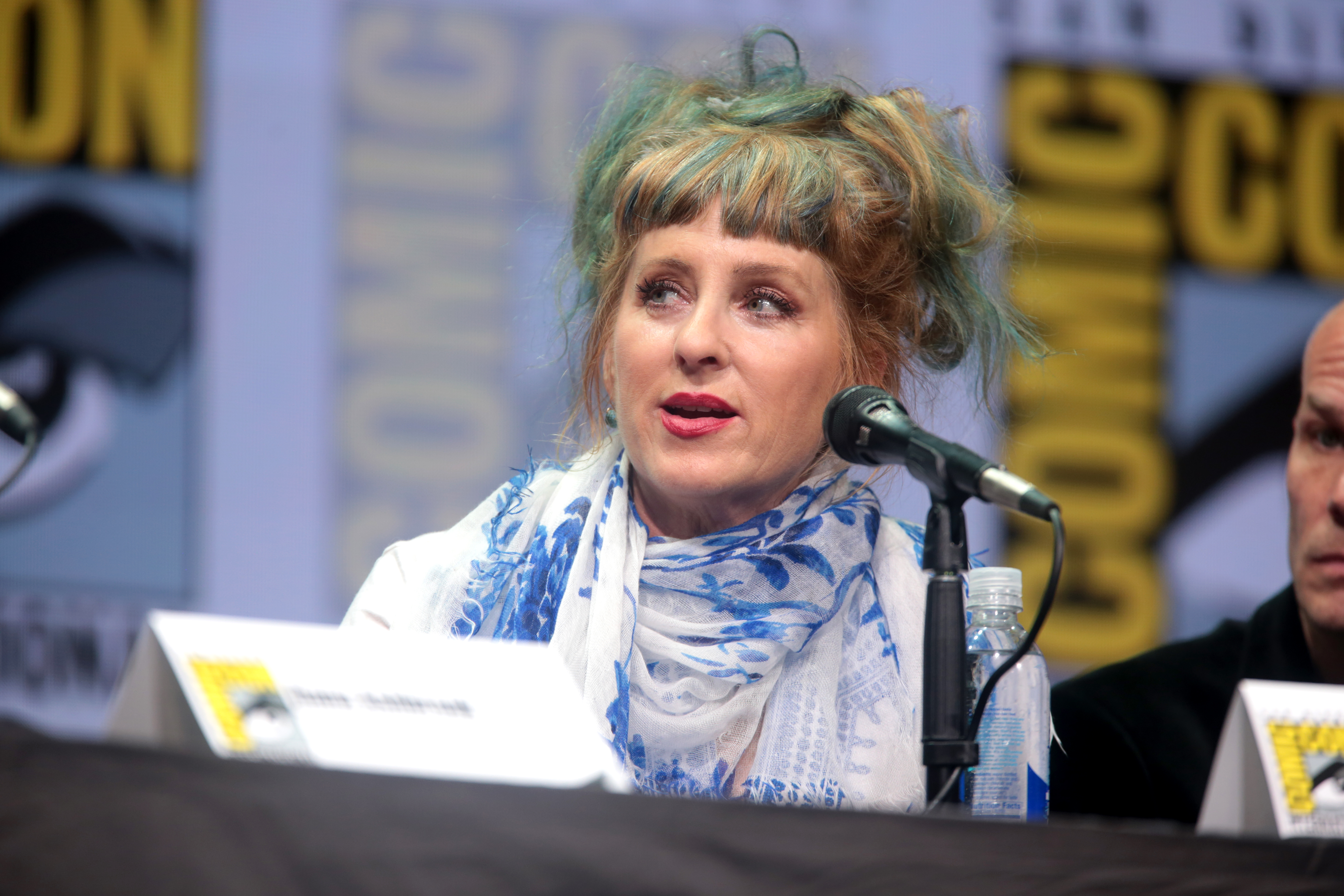
Kimmy Robertson est Lucy Brennan

### Tournage
Le tournage de la série commence en septembre 2015 et le président de Showtime, David Nevins, déclare, concernant la date de diffusion : 

« J'espère que ce sera en 2016. On ne sait pas. En fin de compte ce sont les deux créateurs David Lynch et Mark Frost qui décideront. » 
Il ajoute : « Je ne sais pas combien d'épisodes il y aura. Ils vont décider, je pense qu'il y en aura plus de neuf, mais ça reste ouvert. Je connais le plan de tournage et puis nous découperons tout cela en autant d'épisodes qui seront nécessaires. »

La série est tournée en continu à partir d'un seul long scénario, avant d'être divisée en plusieurs épisodes au montage. C'est pourquoi le nombre d'épisodes ne sera pas défini tant que le montage ne sera pas terminé. En janvier 2016, on apprend que le tournage en était à plus de la moitié.
Le tournage se termine en avril 2016.
Le générique indique que le Centre national du cinéma (France) participe à la production.

## Bande originale
La musique de troisième saison (Twin Peaks: Limited Series Event Original Soundtrack) est publiée le 8 septembre 2017. Elle est toujours composée et arrangée par Angelo Badalamenti, à l'exception des reprises de American Woman, Windswept, Thrène à la mémoire des victimes d'Hiroshima, Saturday, ainsi que du titre Slow 30's Room de David Lynch et Dean Hurley. 
1. Twin Peaks Theme (5:04)
2. American Woman (4:13) - chant : Muddy Magnolias (remix de David Lynch)
3. Laura Palmer's Theme (4:49)
4. Accident/Farewell Theme (3:13)
5. Grady Groove (1:40) - (avec la participation de Grady Tate)
6. Windswept (3:53) - (reprise du titre de Johnny Jewel)
7. Dark Mood Woods/The Red Room (5:42)
8. The Chair (4:31)
9. Dear Meadow Shuffle (4:33)
10. Thrène à la mémoire des victimes d'Hiroshima (9:30)
11. Slow 30's Room (2:06) - (de David Lynch et Dean Hurley)
12. The Fireman (7:13)
13. Saturday (3:14) - (version instrumentale du titre de Chromatics)
14. Headless Chicken (2:44)
15. Night (2:44)
16. Heartbreaking (4:10)
17. Audrey's Dance (5:28)
18. Dark Space Low (2:15)

## Distinctions
| Année | Prix                                    | Catégorie                                                                | Nomination               | Résultat   |
| ----- | --------------------------------------- | ------------------------------------------------------------------------ | ------------------------ | ---------- |
| 2018  | 75e cérémonie des Golden Globes         | Meilleur acteur dans une mini-série ou un téléfilm                       | Kyle MacLachlan          | Nomination |
| 2018  | 44e cérémonie des Saturn Awards         | Meilleur téléfilm ou mini-série                                          | Twin Peaks: The Return   | Lauréat    |
| 2018  | 44e cérémonie des Saturn Awards         | Meilleur acteur de télévision                                            | Kyle MacLachlan          | Lauréat    |
| 2018  | 44e cérémonie des Saturn Awards         | Meilleur acteur de télévision dans un second rôle                        | Miguel Ferrer            | Nomination |
| 2018  | 44e cérémonie des Saturn Awards         | Meilleur artiste invité                                                  | David Lynch              | Lauréat    |
| 2018  | 70e cérémonie des Primetime Emmy Awards | Meilleure réalisation pour une mini-série ou un téléfilm                 | David Lynch              | Nomination |
| 2018  | 70e cérémonie des Primetime Emmy Awards | Meilleur scénario pour une mini-série ou un téléfilm                     | David Lynch & Mark Frost | Nomination |
| 2018  | Primetime Creative Emmy Awards          | Meilleure direction artistique pour une série télévisée contemporaine    | -                        | Nomination |
| 2018  | Primetime Creative Emmy Awards          | Meilleure photographie pour une mini-série ou un téléfilm                | Peter Deming             | Nomination |
| 2018  | Primetime Creative Emmy Awards          | Meilleur montage pour une mini-série ou un téléfilm                      | Duwayne Dunham           | Nomination |
| 2018  | Primetime Creative Emmy Awards          | Meilleur maquillage pour une mini-série ou un téléfilm (non prothésique) | -                        | Nomination |
| 2018  | Primetime Creative Emmy Awards          | Meilleur montage de son pour une mini-série ou un téléfilm               | -                        | Nomination |
| 2018  | Primetime Creative Emmy Awards          | Meilleur mixage de son pour une mini-série ou un téléfilm                | -                        | Nomination |

## Liste des épisodes
| N°   | Titre                                     | Diffusion américaine       | Diffusion française       |
| ---- | ----------------------------------------- | -------------------------- | ------------------------- |
| 3.01 | My Log Has a Message for You              | Showtime, 21 mai 2017      | Canal+, 25 mai 2017       |
| 3.02 | The Stars Turn and a Time Presents Itself | Showtime, 21 mai 2017      | Canal+, 25 mai 2017       |
| 3.03 | Call For Help                             | Showtime, 28 mai 2017      | Canal+, 27 juillet 2017   |
| 3.04 | ... Brings Back Some Memories             | Showtime, 28 mai 2017      | Canal+, 27 juillet 2017   |
| 3.05 | Case files                                | Showtime, 4 juin 2017      | Canal+, 3 août 2017       |
| 3.06 | Don't die                                 | Showtime, 11 juin 2017     | Canal+, 3 août 2017       |
| 3.07 | There's a body all right                  | Showtime, 18 juin 2017     | Canal+, 10 août 2017      |
| 3.08 | Got a light ?                             | Showtime, 25 juin 2017     | Canal+, 10 août 2017      |
| 3.09 | This is the chair                         | Showtime, 9 juillet 2017   | Canal+, 17 août 2017      |
| 3.10 | Laura is the one                          | Showtime, 16 juillet 2017  | Canal+, 17 août 2017      |
| 3.11 | There's fire where you're going           | Showtime, 23 juillet 2017  | Canal+, 24 août 2017      |
| 3.12 | Let's rock                                | Showtime, 30 juillet 2017  | Canal+, 24 août 2017      |
| 3.13 | What story is that, Charlie ?             | Showtime, 6 août 2017      | Canal+, 31 août 2017      |
| 3.14 | We are like the dreamer                   | Showtime, 13 août 2017     | Canal+, 31 août 2017      |
| 3.15 | There's some fear in letting go           | Showtime, 20 août 2017     | Canal+, 7 septembre 2017  |
| 3.16 | No knock, no doorbell                     | Showtime, 27 août 2017     | Canal+, 7 septembre 2017  |
| 3.17 | The past dictates the future              | Showtime, 3 septembre 2017 | Canal+, 14 septembre 2017 |
| 3.18 | What is your name ?                       | Showtime, 3 septembre 2017 | Canal+, 14 septembre 2017 |

### Épisode 1:J'ai un message de ma bûche pour vous
- États-Unis : 21 mai 2017 sur Showtime
- France : 
  - 25 mai 2017 sur Canal+ (avant-première en deuxième partie de soirée)
  - 31 mai 2017 sur Canal+ Séries
  - 20 juillet 2017 sur Canal+ (première partie de soirée)

- États-Unis : 506 000 téléspectateurs[38] (première diffusion)

- Jane Adams (Constance Talbot)
- Melissa Bailey (Marjorie Green)
- Michael Bisping (Le garde)
- Brent Briscoe (Détective Dave Macklay)
- Bailey Chase (Détective Don Harrison)
- James Croak (Robby)
- Kathleen Deming (Buella)
- Erika Eynon (« L'expérience »)
- James Giordano (Officier Douglas)
- George Griffith (Ray Monroe)
- Cornelia Guest (Phyllis Hastings)
- Ashley Judd (Beverly Paige)
- Nicole LaLiberte (Darya)
- Matthew Lillard (William Hastings)
- Christopher Murray (Officier Olson)
- Max Perlich (Hank)
- Ben Rosenfield (Sam Colby)
- Mary Stofle (Ruth Davenport)
- Redford Westwood (Otis)
- Madeline Zima (Tracey Barberato)

L'agent Dale Cooper est assis dans la Loge noire en compagnie de Laura Palmer qui lui annonce qu'ils se reverront 25 ans plus tard, puis fait un geste avec ses mains signifiant « D’ici là ».
De nos jours. Les 25 années se sont écoulées. Un Dale Cooper plus âgé se tient face à un homme ressemblant au Géant, « Le pompier ». Celui-ci demande à Cooper de prêter attention au son d'un phonographe posé près d'eux. Il lui dit : « Maintenant, il est dans notre maison » et « Pour l'instant, tout ne peut être dit à haute voix. » Le géant lui demande aussi de mémoriser le nombre 430 ainsi que les prénoms « Richard » et « Linda », « d'une seule pierre, deux oiseaux ». Il lui annonce également qu'il est très loin, puis Dale Cooper disparaît.
Pendant ce temps, à Twin Peaks, le Dr. Lawrence Jacoby se fait livrer une cargaison de pelles. À l'hôtel du Grand Nord, Benjamin Horne, après avoir refusé de rembourser une cliente dont le séjour a été perturbé par une mouffette, présente son frère Jerry à sa nouvelle secrétaire, Beverly. Benjamin s'entretient ensuite avec son frère et lui reproche de consommer beaucoup trop de marijuana, drogue que Jerry trafique maintenant légalement. Au poste de police, la secrétaire Lucy Brennan, mariée à l'adjoint Andy Brennan, est dérangée par un homme pressé qui souhaite parler au shérif Truman. Quand elle lui demande à quel Truman il voudrait parler, l'homme lui dit qu'il ne sait pas. Il lui laisse une carte de visite, puis part. Hawk, l'adjoint en chef du shérif, reçoit un appel de la Femme à la bûche, gravement malade et fragile. Elle lui annonce que sa bûche a un message pour lui : quelque chose, qui est liée à la disparition de Dale Cooper, s'avère manquant, et la clé de l'énigme est en lien avec son héritage. Hawk emmène plusieurs dossiers dans la salle de conférence pour les fouiller avec l'aide d'Andy et de Lucy.
Dans la pièce d'un entrepôt à New York, un dénommé Sam Colby, assis sur un canapé, est payé pour surveiller un cube en verre éclairé par des projecteurs. Ce cube dispose d'une fenêtre ronde et d'un tube transparent traversant le mur arrière et donnant sur la ville. Sam change aussi les cartes mémoires de caméras de surveillance qui filment en continu la boîte transparente. Il les répertorie et les range dans un placard. Tracey, la petite amie de Sam, lui apporte du café et aimerait bien voir ce qui se passe dans la salle où travaille Sam, ce que le garde présent à l'entrée lui interdit. Le lendemain, Tracey revient avec le café. Profitant de l'absence du garde de sécurité, Sam fait pénétrer Tracey dans la pièce. Il lui explique qu'il ne sait pas à qui appartient le bâtiment et que son travail consiste seulement à regarder le cube « pour voir si quelque chose apparaît à l'intérieur ». Sam et Tracey finissent par faire l'amour sur le canapé, devant la boîte en verre. Soudain, le cube se met à noircir de l'intérieur, et de la noirceur surgit une entité humanoïde, sans visage et à la silhouette trouble, nommée « L'Expérience ». Celle-ci s'agite, s'échappe du cube en brisant la paroi de verre, et massacre le jeune couple.
Dakota du Sud, la nuit. Dale Cooper, cheveux longs et yeux noirs, débarque en auto près d'une maison. Il s'agit d'un doppelgänger, sombre double de l'agent du FBI et possédé par l'entité démoniaque BOB. De la maison sort un garde, Robby, qui cherche à l'intercepter. Mais il est assommé par le sombre double de Cooper qui entre dans la maison. L'endroit est occupé par Otis, un homme moustachu qui l'appelle « Mr. C », ainsi que par un homme mince en salopette, un petit homme handicapé dans une chaise roulante et une certaine Buella. Mr C. demande à cette dernière si Ray Monroe et Darya sont dans les parages. Buella va les chercher dans la pièce d'à côté. Tous deux partent avec lui pour une tâche non spécifiée. 
Dans le même état, à Buckhorn, une femme, Marjorie Green, traverse un couloir d'un immeuble avec son chien Armstrong, jusqu'au moment où elle remarque une odeur nauséabonde provenant de l'appartement fermé à clé d'une certaine Ruth Davenport. Marjorie Green appelle alors la police. Au moment où les officiers Olson et Douglas s'apprêtent à appeler un serrurier, Marjorie Green leur affirme que Hank Fillmore, l'homme d'entretien, possède les clés de l'appartement en question. Confus, ce dernier croit comprendre qu'ils sont là pour l'interroger sur quelque chose qu'il aurait fait. Marjorie Green, femme distraite et qui semble avoir des problèmes de mémoire, leur montre qu'elle est finalement en possession des clés. En pénétrant dans l'appartement, les deux policiers trouvent dans la chambre un corps mort de femme à la tête perforée, couché dans un lit recouvert d'une couverture et d'un drap. Le détective Dave Macklay et la légiste Constance Talbot arrivent sur les lieux. En ôtant la couverture, ils découvrent qu'il s'agit de deux cadavres incomplets : la tête de Ruth Davenport est placée juste au-dessus du corps décapité d'un homme non identifié. Les empreintes retrouvées sur la scène du crime appartiennent à William Hastings, le principal d'une école. Il est rapidement arrêté en présence de sa femme, Phyllis. Dans la salle d'interrogatoire, face au détective Don Harrison et le chef de la police Mike Boyd, Hastings explique à Macklay que Ruth Davenport était la bibliothécaire de l'école. Ne possédant pas d'alibi et bafouillant tout en essayant de livrer son emploi du temps, il est emmené dans sa cellule. Là, Macklay, lui annonce que Ruth Davenport a été retrouvée assassinée et que ses empreintes sont partout sur le lieu du crime. Hastings demande alors qu'on appelle sa femme. Macklay et Harrison arrivent ensuite chez les Hastings avec un mandat et découvrent à l'intérieur du coffre de la voiture d'Hastings un morceau de chair. 

### Épisode 2:Les étoiles tournent et le temps se présente tel qu'il est
- États-Unis : 21 mai 2017 sur Showtime
- France :
  - 25 mai 2017 sur Canal+ (avant-première en deuxième partie de soirée)
  - 31 mai 2017 sur Canal+ Séries
  - 20 juillet 2017 sur Canal+ (première partie de soirée)

- États-Unis : 506 000 téléspectateurs[38](première diffusion)

- Joe Adler (Roger)
- Steve Baker (Jack)
- Brent Briscoe (Détective Dave Macklay)
- Gia Carides (Hannah)
- Neil Dickson (George Bautzer)
- Patrick Fischler (Duncan Todd)
- Balthazar Getty (Red)
- George Griffith (Ray Monroe)
- Cornelia Guest (Phyllis Hastings)
- Nicole LaLiberte (Darya)
- Jennifer Jason Leigh (Chantal Hutchens)
- Matthew Lillard (William Hastings)
- Ben Rosenfield (Sam Colby)
- Frank Silva (BOB (images de la saison 2))
- Jessica Szohr (Renée)
- Jake Wardle (Freddie Sykes)
- Madeline Zima (Tracey Barberato)

En prison, William Hastings reçoit la visite de sa femme Phyllis. Il tente de la convaincre qu'il n'est pas responsable de la mort de Ruth Davenport, mais lui révèle qu'il a rêvé de son meurtre. Refusant de le croire, sa femme lui dit qu'elle sait qu'il l'a tuée mais aussi qu'elle est au courant de sa liaison avec la morte. William Hastings lui reproche de le tromper avec leur avocat, George Bautzer. Après avoir quitté son mari, elle croise à la sortie du poste de police Bautzer, venu représenter Hastings, et lui annonce que son mari sait pour leur liaison et qu'ils peuvent se voir plus tard. Alors que Hastings pleure dans sa cellule, un homme immobile au visage couleur de charbon se tient dans une autre près de la sienne. Hastings ne le voit pas ; celui-ci disparaît soudainement. En rentrant chez elle, Phyllis est assassinée froidement par le double Mr C., avec une arme à feu appartenant à Bautzer. Avant de la tuer, il lui dit qu'elle a suivi la nature humaine avec perfection.
Dans le Dakota du Sud, en déjeunant dans un restaurant avec Ray Monroe, Darya et Jack, un autre associé, le doppelgänger de Cooper - qui mange du maïs à la crème, nourriture des esprits de la Loge noire - rappelle à Ray,  qui lui demande s'il est anxieux à propos du jour suivant, et de l'information détenue par la secrétaire de William Hastings dont il a besoin. Mr C. rectifie durement : il n'a jamais « besoin » de quelque chose, il le « veut ». Plus tard, on voit le doppelganger échanger sa voiture précédente - un coupé Mercedes - contre un modèle beaucoup plus discret dont Jack lui donne les clefs. Puis Mr. C. se met à masser la mâchoire inférieure de Jack. La nuit tombée, Mr C. arrive dans un motel où l'attend Darya, qui raccroche rapidement le téléphone lorsqu'elle l'aperçoit. Elle lui dit qu'elle téléphonait à Jack et que Ray a été emprisonné. Après avoir emprunté son pistolet, il lui révèle qu'il a tué Jack. Darya tente de s'enfuir mais elle est neutralisée par le double maléfique de Cooper. Il lui dévoile un enregistrement de son appel récent où elle a parlé avec Ray, tous les deux contactés par l'agent Phillip Jeffries (David Bowie dans Twin Peaks: Fire Walk with Me) qu'il leur a demandé de l'assassiner. Puis il lui annonce qu'il va la tuer. Il tente de la faire parler, en lui demandant qui les a payés pour l'éliminer et si elle sait si Ray possède l'information et des coordonnées détenues par la secrétaire de Hastings. Elle lui réplique qu'elle ne connait pas le commanditaire, qu'elle et Ray se partagent seulement 500 000 $ s'ils le tuent et que la secrétaire aurait parlé à Ray. Il lui avoue qu'il est supposé retourner dans la Loge noire le lendemain mais qu'il a un plan pour contrer son retour. Il lui montre une carte à jouer avec un étrange symbole noir dessus, qui n'est d'autre que le pétroglyphe de la grotte de Twin Peaks, et lui explique que c'est ce qu'il veut. Alors qu'elle tente à nouveau de fuir, il la frappe au visage et l'abat violemment. Il tente ensuite de contacter Jeffries mais la voix lui dit seulement qu'elle sait qu'il a rencontré le Major Garland Briggs et qu'elle a appelé pour lui dire au revoir. Elle lui rappelle qu'il rentre demain, qu'elle sera avec BOB puis raccroche. Le doppelgänger de Cooper pénètre dans une base de données du FBI et télécharge des fichiers sur la prison fédérale de Yankton où Ray est prisonnier. Il va dans la chambre d'à côté où il retrouve une complice, Chantal Hutchens, lui demande de se débarrasser du cadavre de Darya et de le rejoindre dans quelques jours avec son mari.
À Las Vegas, Duncan Todd, un autre associé du doppelgänger de Cooper, tend de l'argent à son employé, Roger. Il lui demande de dire à une femme non spécifiée qu'elle a le job. Roger le questionne à propos du mystérieux commanditaire à qui l'argent appartient mais Todd lui annonce qu'il ne doit jamais affaire avec quelqu'un comme lui.
Pendant ce temps, dans le salon de la Loge noire, l'agent Dale Cooper est assis près du manchot, alias MIKE, qui lui demande s'il s'agit du passé ou du futur avant de lui annoncer que quelqu'un est là. Il s'agit de Laura Palmer, qui a également vieilli de 25 ans, toujours assise dans le même fauteuil. Elle veut savoir s'il la reconnait et il lui demande si elle est bien Laura Palmer. Comme dans le premier rêve qu'il a fait d'elle il y a 25 ans, elle lui répond qu'elle a l'impression qu'elle la connait mais que parfois ses bras se tordent dans son dos. Il lui redemande si elle est bien Laura Palmer, ce qu'elle confirme et lui annonce qu'elle est morte mais qu'elle vit toujours. Elle enlève son visage, révélant une intense lumière à l'intérieur et le remet. Alors qu'il cherche à savoir s'il peut partir, elle se lève du fauteuil, se dirige vers lui, l'embrasse et murmure à son oreille comme il y a 25 ans. Soudainement, elle crie, tremble, s'envole et disparaît. Les rideaux rouges se lèvent pour révéler un cheval blanc et les ténèbres. Cooper est une seconde fois face à MIKE. Il lui redemande s'il s'agit du passé ou du futur avant de le guider hors du salon. Dans une autre pièce, il lui présente « L'évolution du bras », une forme évoluée de L'homme venu d'un autre endroit (lequel était lui-même décrit dans la saison II comme l'évolution du bras coupé de MIKE), un arbre squelettique et électrique parlant surmonté d'une forme qui ressemble à un cerveau humain. L'arbre lui annonce que s'il veut retourner sur Terre, son doppelgänger doit retourner dans la Loge noire. Il lui dit notamment « Le temps et le temps à nouveau », répète plusieurs fois BOB, lui dit de se souvenir des chiffres 2-5-3 et lui demande de partir. Cooper suit MIKE hors de la pièce. MIKE disparaît et Cooper erre dans les couloirs labyrinthiques de la Loge noire. Dans une autre pièce, il rencontre Leland Palmer, assis dans un fauteuil, qui l'implore de retrouver sa fille Laura. La Loge noire se déforme brusquement. MIKE suggère que quelque chose ne va pas et « Le Bras » mentionne son double maléfique. Toujours perdu dans des couloirs identiques, Cooper ouvre un rideau où il aperçoit son doppelgänger en train de conduire. Le double maléfique du « Bras » apparaît, hurle « PAS EXISTANT ! » et expulse Cooper hors de la Loge noire. Il tombe dans le sol qui s'est ouvert sous ses pieds. Il est d'abord propulsé à l'intérieur du cube en verre à New York, juste avant que Sam Colby et Tracey Barberato ne soient tués, puis chute ensuite dans l'espace.
Épisode dédié à la mémoire de Frank Silva alias Bob, décédé en 1995. 

### Épisode 3:Appeler quelqu'un
- États-Unis : 28 mai 2017 sur Showtime
- France : 
  - 31 mai 2017 sur Canal+ Séries
  - 27 juillet 2017 sur Canal+

- États-Unis : 195 000 téléspectateurs[38](première diffusion)
- France : 13 000 téléspectateurs

- Phoebe Augustine (La fille)
- Chrysta Bell (Agent Tamara Preston)
- Meg Foster (La caissière du casino)
- Hailey Gates (La mère junkie)
- Josh McDermitt (L'homme prétentieux au casino)
- Linda Porter (en) (La femme addict aux machines à sous)
- Sawyer Shipman (Le fils de la mère junkie)
- Sabrina S. Sutherland (L'hôtesse Jackie)
- Bill Tangradi (Jake)
- Greg Vrotsos (Gene)
- Nafessa Williams (Jade)
- Nae Yuuki (Naido)

Dale Cooper atterrit dans un immeuble au milieu d'une mer violette. Il y pénètre à l'intérieur grâce à une fenêtre ouverte. Il rencontre Naido, une femme sans yeux assise devant un feu de cheminée. Il lui demande où ils sont mais elle ne peut pas parler. Alors qu'un bruit violent et menaçant se fait entendre à l'extérieur de la pièce, elle lui ordonne de rester silencieux. Il remarque un mécanisme au mur et l'examine mais elle le retient pour l'empêcher de l'approcher. Fuyant le bruit métallique de plus en plus en plus brutal, ils grimpent une échelle pour atteindre le toit d'une boîte qui flotte dans l'espace. Actionnant un levier d'une cloche géante, elle s'électrocute et tombe dans le vide. Témoin de sa chute, Cooper voit passer dans l’espace la tête de Garland Briggs qui lui dit « Blue Rose ». Cooper redescend l'échelle et voit une autre femme à la place de Naido, toujours devant le feu de cheminée. Il aperçoit l'heure de sa montre, 2:53, puis le mécanisme s'allume et absorbe Dale entièrement sauf ses chaussures. 
Au même moment, son doppelgänger roule sur une route et se sent mal soudainement. L'allume-cigare de sa voiture produit de l'électricité. Le mécanisme électrique s'avère être un portail pour revenir sur Terre. Alors que le bruit résonne toujours aussi violemment, la femme dit à Cooper « Quand vous arriverez là-bas, vous verrez que vous y êtes déjà ». Alors qu'il est aspiré par le portail, son double maléfique fait un malaise, perd le contrôle de sa voiture et se crashe. Alors qu'il voit l'allume-cigares s’électriser, censé le téléporter dans la Loge noire, et les rideaux rouges apparaître devant sa voiture, il se retient de vomir. 
Pendant ce temps, à Las Vegas, à l'intérieur d'une maison à vendre, Dougie Jones, un autre double de Cooper, prend du bon temps avec Jade, une prostituée. Elle remarque sa bague verte à son doigt et son bras blessé. Alors qu'elle va se doucher, il se lève du lit et s'écroule. Il rampe vers le salon où une prise électrique produit également de l'électricité. Alors que le doppelgänger essaye de ne pas vomir en mettant la main devant la bouche, Jones vomit finalement du garmonbozia puis s'évanouit avant de se retrouver dans la Loge noire. Les rideaux rouges disparaissent. Dale revient sur Terre à la place de Dougie Jones.
Dans la Loge noire, Dougie Jones, assis sur un fauteuil, est face à MIKE qui lui annonce qu'il a été créé pour un unique but qui est désormais atteint. Les mains de Jones rétrécissent, la bague verte tombe et une flamme noire remplace sa tête humaine. Un petit orbe doré flotte également et la flamme se transforme en un étrange objet sphérique grisâtre. Ce dernier s'électrise devant MIKE qui se protège avec son bras pour reproduire l'orbe doré. Celui-ci fait disparaître l'objet sphérique dans une fumée et retombe sur le fauteuil dans une plus petite taille. MIKE le récupère ainsi que la bague verte, qu'il dépose sur son piédestal doré.
À Las Vegas, Cooper a pris la place de Dougie Jones et il est retrouvé allongé près de la prise électrique par Jade qui le prend pour Dougie. Amnésique et atteint de catatonie, Cooper a perdu la mémoire et ses souvenirs. Deux hommes, Jake et Gene, tentent de l'assassiner en posant notamment une bombe sous sa voiture, sous les yeux d'un petit garçon dont la mère est une junkie. Alors que Jade s'occupe de Cooper, ce dernier fait tomber dans la voiture de celle-ci l'ancienne clé de sa chambre au Grand Nord à Twin Peaks, unique objet du passé qu'il possède. Jade le dépose devant le Silver Mustang Casino et lui donne 5 $ pour qu'il appelle les secours. Quand elle lui dit de sortir de sa voiture, il se souvient de Laura qui lui a dit qu'il pouvait sortir. Dans le casino, perdu, un agent de sécurité lui conseille d'échanger son billet contre des pièces pour jouer aux machines à sous. Remarquant un joueur hurler « HELLO ! » à chaque fois qu'il gagne le jackpot, Cooper l'imite et il est guidé par des visions hallucinatoires de la Loge noire situées au-dessus de plusieurs machines à sous où il gagne à chaque fois le jackpot. 
Pendant ce temps, dans le commissariat de Twin Peaks, Hawk, Lucy et Andy sont incapables de trouver ce qui manque en fouillant des dossiers et donc de résoudre l'énigme posée par la Femme à la bûche. Le docteur Jacoby dore ses pelles dorées avec des bombes de peinture.
Épisode dédié à la mémoire de Don S. Davis, alias Major Garland Briggs, disparu en 2008 et de Miguel Ferrer, alias le médecin-légiste Albert Rosenfield, décédé en 2017.

### Épisode 4:Ça rappelle des souvenirs
- États-Unis : 28 mai 2017 sur Showtime
- France : 
  - 31 mai 2017 sur Canal+ Séries
  - 27 juillet 2017 sur Canal+

- États-Unis : 195 000 téléspectateurs[38] (première diffusion)
- France : 7 000 téléspectateurs (2e diffusion)

- Jane Adams (Constance Talbot)
- Chrysta Bell (Agent Tamara Preston)
- Brent Briscoe (Détective Dave Macklay)
- Michael Cera (Wally « Brando » Brennan)
- Richard Chamberlain (Bill Kennedy)
- David Dastmalchian (Pit Boss Warrick)
- Robert Forster (Shérif Frank Truman)
- Pierce Gagnon (Sonny Jim Jones)
- Brett Gelman (Superviseur Burns)
- James Grixoni (Adjoint Jesse Helcomb)
- Stephen Kearin (Le chauffeur du FBI)
- Dep Kirland (Chef Mike Boyd)
- Jay Larson (Le chauffeur de la limousine)
- Karl Makinen (Inspecteur Randy Hollister)
- James Morrison (Le directeur de prison Dwight Murphy)
- Sara Paxton (Candy Shaker)
- John Pirruccello (Adjoint Chad Broxford)
- Linda Porter (La femme addict aux machines à sous)
- Ethan Suplee (Bill Shaker)
- Sabrina S. Sutherland (L'hôtesse Jackie)
- Jodi Thelen (Maggie)
- Naomi Watts (Janey-E Jones)

Continuant à toucher le jackpot du Silver Mustang casino, surnommé « Mr. Jackpots » par une clocharde tentant elle aussi de gagner des sous aux machines à jeux, Cooper rencontre un couple d'amis de Dougie Jones, les Shaker. Ils lui indiquent où vit Dougie Jones avant que Cooper ne soit emmené dans le bureau du superviseur Burns qui lui remet tout l'argent gagné. Ramené à la maison de Dougie Jones en limousine, sa femme Janey-E, inquiète de sa disparition, le gifle et lui demande où il a passé ses trois derniers jours, lui reprochant d'avoir manqué l'anniversaire de son fils Sonny Jim. Furieuse contre Cooper, croyant qu'il s'agit de son mari, son caractère change soudainement lorsqu'elle découvre l'argent gagné au casino qui pourrait rembourser leurs dettes. Le lendemain, dans la salle à coucher des Jones, il aperçoit MIKE qui lui annonce que lui ou son double maléfique, emprisonné après son accident de voiture, doit mourir. Cooper observe minutieusement son reflet dans le miroir de la salle de bain puis fait connaissance avec Sonny Jim lors du petit déjeuner. 
À Twin Peaks, le shérif Frank Truman, frère d'Harry, est mis au courant à propos de l'énigme de la Femme à la bûche et Bobby Briggs, travaillant aujourd'hui pour la police, après avoir pleuré en tombant sur une photo de son ex Laura Palmer parmi des preuves, lui annonce que Cooper est la dernière personne à avoir vu son père vivant, un jour avant sa mort. Wally « Brando », le fils d'Andy et de Lucy, tous les deux mariés entretemps, rend visite au Shérif pour présenter ses vœux de guérison pour son frère malade, Harry. 
Dans le Dakota du Sud, à Buckhorn, Constance Talbot informe le détective Macklay et le chef Mike Boyd que le dossier informatique des empreintes du cadavre sans tête est interdit d’accès par les autorités militaires. 

### Épisode 5:Rapports d'enquêtes
- États-Unis : 4 juin 2017 sur Showtime
- France : 
  - 6 juin 2017 sur Canal+ Séries
  - 3 août 2017 sur Canal+

- États-Unis : 254 000 téléspectateurs[38] (première diffusion)

- Jane Adams (Constance Talbot)
- Tammie Baird (Lorraine)
- Chrysta Bell (Agent Tamara Preston)
- James Belushi (Bradley Mitchum)
- Brent Briscoe (Détective Dave Macklay)
- Wes Brown (Darren)
- Juan Carlos Cantu (Officier Reynaldo)
- Vincent Castellanos (Federico)
- Bailey Chase (Détective Don Harrison)
- Candy Clark (Doris Truman)
- Grace Victoria Cox (Charlotte)
- Giselle DaMier (Sandie)
- David Dastmalchian (Pit Boss Warrick)
- Josh Fadem (Phil Bisby)
- Eamon Farren (Richard Horne)
- Robert Forster (Shérif Frank Truman)
- Pierce Gagnon (Sonny Jim Jones)
- Hailey Gates (La mère junkie)
- Brett Gelman (Superviseur Burns)
- Hank Harris (Le technicien de la prison)
- Ernie Hudson (Colonel Davis)
- Caleb Landry Jones (Steven Burnett)
- Robert Knepper (Rodney Mitchum)
- Andrea Leal (Mandie)
- Jane Levy (Elizabeth)
- Karl Makinen (Inspecteur Randy Hollister)
- James Morrison (le directeur de prison Dwight Murphy)
- Don Murray (Bushnell Mullins)
- John Pirruccello (Adjoint Chad Broxford)
- Adele René (Lieutenant Cynthia Knox)
- Elena Satine (Rhonda)
- Amanda Seyfried (Rebecca « Becky » Burnett)
- Amie Shiels (Candie)
- Sawyer Shipman (Le fils de la mère junkie)
- Frank Silva (BOB) (images de la saison 2)
- Tom Sizemore (Anthony Sinclair)
- Bob Stephenson (Frank)
- Bill Tangradi (Jake)
- Greg Vrotsos (Gene)
- Naomi Watts (Janey-E Jones)
- Nafessa Williams (Jade)

À Las Vegas, Gene et Jane informent Lorraine, une femme qui les a engagés pour tuer Jones, à propos de l'absence de ce dernier à Rancho Rosa malgré sa voiture toujours présente devant la maison. Furieuse, elle envoie le chiffre 2 à un destinataire nommé « ARGENT » situé à Buenos Aires, en Argentine. Plus tard, alors qu'une bande de voyous tentent de voler la voiture de Jones, celle-ci explose et les tue sous les yeux du petit garçon, le fils de la junkie, venu l'examiner juste avant l'explosion.
Chez les Jones, alors qu'ils quittent leur maison, Janey-E informe Cooper, toujours amnésique et léthargique, en lui disant qu'il a gagné 425 000 $ au casino. En regardant Sonny Jim, il s'émeut aux larmes. Remarquant que sa voiture n'est pas chez eux Janey-E emmène Cooper à la compagnie d'assurances où travaillait son mari Dougie. Il est troublé notamment par la gigantesque statue d'un cow-boy tenant un revolver, située devant le bâtiment, mais se réjouit aussi par l'odeur du café lorsque Phil Bisby, un collègue de Dougie Jones, en apporte pour une réunion où il y rencontre d'autres associés de Jones dont Darren, Rhonda, Frank et Anthony Sinclair. Ce dernier, alors qu'il débriefe un cas d'incendie volontaire d'un client à leur boss Bushnell Mullins, est accusé de mentir par Cooper, après avoir vu une lumière verte éblouir le visage de Sinclair. Dans son bureau, Mullins demande des explications à Cooper et lui confie plusieurs rapports d'enquêtes qu'il doit étudier pour le lendemain.
Au Silver Mustang Casino, où Cooper a gagné une forte somme d'argent, les frères Mitchum, deux malfrats, battent et renvoient le superviseur Burns avant de le remplacer par Warrick, son bras droit. Ils lui demandent de les appeler si Cooper est de retour.
À une station de lavage, un garagiste annonce à Jade qu'il a trouvé une paire de clés d'un hôtel situé à Twin Peaks dans sa voiture, auparavant oubliée par Cooper. Remarquant une adresse, Jade la dépose dans une boîte aux lettres.
Dans le Dakota du Sud, à Buckhorn, lors d'une autopsie, la légiste Constance Talbot informe les détectives Macklay et Harrison qu'elle a trouvé une bague de fiançailles appartenant à un certain Dougie Jones, offerte par sa femme Janey-E, dans l'estomac du corps décapité non identifié, mort par décapitation et dont l'identité est protégée par l'armée. En prison, en s'observant dans le miroir, le doppelgänger de Cooper aperçoit BOB. Autorisé à passer un coup de fil, en tapant un numéro, il cause le dérèglement du système de sécurité et déclenche toutes les alarmes, sous les yeux inquiets du directeur Murphy. À son mystérieux interlocuteur, il lui annonce que « La vache a sauté par-dessus la lune ». En raccrochant, tout redevient normal.
À Twin Peaks, Rebecca, la fille de Shelly, lui rend visite au Double R pour lui demander de l'argent pour payer sa drogue, et la quitte pour rejoindre son mari junkie, Steven, viré auparavant par Mike Nelson, le meilleur ami de Bobby Briggs et aujourd'hui le patron d'une petite entreprise. Au poste de police, Hawk et Andy continuent à chercher ce qui manque et qui pourrait expliquer la disparition non élucidée de Cooper. Au Bang Bang Bar, Richard Horne, le fils d'Audrey, se fait remarquer pour son comportement violent envers deux filles, Charlotte et Elizabeth. Alors que Federico, un employé du relais, lui demande de s'en aller, l'adjoint Chad Broxford, proche du shérif Truman, le protège et lui donne un pot-de-vin. Frank Truman est visité par sa femme Doris, venu lui reprocher son manque de considération envers son père. Le Dr. Jacoby, sous le nom de « Dr. Amp », répand sur Internet des vidéos de théories conspirationnistes dans le but de vendre ses pelles dorées, comptant parmi ses spectateurs Jerry Horne et Nadine Hurley. 
Au Pentagone, le colonel Davis est informé par le lieutenant Cynthia Knox que l'ADN du corps décapité appartient au Major Garland Briggs, disparu depuis de nombreuses années — la seizième correspondance retrouvée en 25 ans... Davis lui informe que si le corps est bien celui de Briggs, le FBI doit être informé. De son côté, l'agent Preston analyse les empreintes du double maléfique de Cooper avec ceux de 1989 de l'agent Cooper. 
À Buenos Aires, une mystérieuse boîte noire, bipée par le message de Lorraine, se transforme soudainement en petite pépite d'argent.
La musique du générique de fin est Windswept, composée par Johnny Jewel. Le groupe Trouble interprète leur titre Snake Eyes au Bang Bang Bar.

### Épisode 6:Ne mourez pas
- États-Unis : 11 juin 2017 sur Showtime
- France : 
  - 13 juin 2017 sur Canal+ Séries
  - 3 août 2017 sur Canal+

- États-Unis : 270 000 téléspectateurs[38] (première diffusion)

- Tammie Baird (Lorraine)
- Ronnie Gene Blevins (Tommy)
- Juan Carlos Cantu (Officier Reynaldo)
- Candy Clark (Doris Truman)
- Lisa Coronado (La mère du garçon renversé)
- Jeremy Davies (Jimmy)
- Laura Dern (Diane Evans)
- Josh Fadem (Phil Bisby)
- Eamon Farren (Richard Horne)
- Patrick Fischler (Duncan Todd)
- Robert Forster (Shérif Frank Truman)
- Pierce Gagnon (Sonny Jim Jones)
- Hailey Gates (La mère junkie)
- Balthazar Getty (Red)
- James Grixoni (Adjoint Jesse Helcomb)
- Jeremy Lindholm (Mickey)
- Sarah Jean Long (Miriam Sullivan)
- Don Murray (Bushnell Mullins)
- John Pirruccello (Adjoint Chad Broxford)
- Hunter Sanchez (Le garçon renversé)
- Tom Sizemore (Anthony Sinclair)
- Jodi Thelen (Maggie)
- Naomi Watts (Janey-E Jones)
- Nafessa Williams (Jade)
- Christophe Zajac-Denek (Ike « Le Pic » Stadtler)

Jones/Cooper est ramené chez sa femme par des policiers lorsqu'il est découvert dans son état second devant la statue géante du cow-boy. Elle reçoit des photos de son mari avec la prostituée Jade et s'énerve contre lui en lui reprochant ses dettes et son infidélité. Guidé par des petites lumières sur les pages des dossiers que lui a confiés son patron, il dessine dessus des symboles cryptiques, des échelles et des escaliers. Son boss est troublé en les découvrant et le remercie pour l'aide apportée à travers ses dessins qui lui ont transmis une information inconnue. Cooper a une nouvelle hallucination du manchot/MIKE qui lui demande de se réveiller et de ne pas mourir. Janey-E rencontre les deux maîtres-chanteurs qui veulent que son mari rembourse sa dette de jeu et leur donne seulement la moitié de la somme due, 25 000 $ au lieu des 52 000 demandés. Toujours à Las Vegas, un homme mystérieux, Duncan Todd, reçoit un message, symbolisé par les rideaux rouges de la Loge noire, sur son ordinateur et sort une enveloppe marquée d'un point noir de son coffre-fort. Plus tard, un tueur à gages de petite taille, Ike « Le Pic » Stadtler, la reçoit, contenant les photos de Dougie Jones et d'une autre femme, Lorraine, associée à deux autres assassins qui ont posé une bombe sous la voiture de Jones sous ses ordres. Il l'assassine dans son bureau et deux de ses collègues avec un pic à glace.

### Épisode 7:Ça, pour avoir un corps, on a un corps!
- États-Unis : 18 juin 2017 sur Showtime
- France : 
  - 20 juin 2017 sur Canal+ Séries
  - 10 août 2017 sur Canal+

- États-Unis : 294 000 téléspectateurs[38] (première diffusion)

- Jane Adams (Constance Talbot)
- Stephanie Allynne (La seconde mère de famille interviewée)
- Chrysta Bell (Agent Tamara Preston)
- Brent Briscoe (Détective Dave Macklay)
- Larry Clarke (Détective T. Fusco)
- Laura Dern (Diane Evans)
- Hugh Dillon (Tom Paige)
- Edward Dowling (Le fermier)
- Judith Drake (L'infirmière)
- Eric Edelstein (Détective « Smiley » Fusco)
- Rebecca Field (Une première mère interviewée)
- Robert Forster (Shérif Frank Truman)
- Ivy George (La petite fille)
- George Griffith (Ray Monroe)
- Ernie Hudson (Colonel Davis)
- Jesse Johnson (L'ami de Diane)
- Ashley Judd (Beverly Paige)
- David Koechner (Détective D. Fusco)
- Riley Lynch (Bing)
- Mark Mahoney (Le gardien de prison)
- Karl Makinen (Inspecteur Randy Hollister)
- James Morrison (le directeur de prison Dwight Murphy)
- Don Murray (Bushnell Mullins)
- Adele René (Lieutenant Cynthia Knox)
- Elena Satine (Rhonda)
- Tom Sizemore (Anthony Sinclair)
- Naomi Watts (Janey-E Jones)
- Christophe Zajac-Denek (Ike « Le Pic » Stadtler)

Hawk et Frank Truman examinent les quatre pages déchirées retrouvées — une reste introuvable — qui appartiennent au journal intime de Laura Palmer qu'elle avait confié à son ami Harold Smith. Une décrit notamment l'un de ses rêves (issu du film Twin Peaks: Fire Walk with Me) où Annie Blackburn, la sœur de Norma dont Dale fut autrefois amoureux, lui annonce que le bon Cooper est prisonnier de la Loge noire. Le shérif Truman, après avoir reçu des nouvelles de son frère malade Harry, appelle le Docteur Hayward, qui lui raconte le jour où il a emmené Cooper à l'hôpital après son retour de la Loge noire avec Annie. Il l'a notamment aperçu à la sortie des soins intensifs, où Audrey Horne fut plongée dans le coma à la suite de l'explosion de la banque, avant qu'il ne disparaisse.
La Lieutenant Knox, à la demande d'un colonel du Pentagone, arrive à Buckhorn pour voir le corps décapité. Elle découvre que le corps est celui du Major Garland Briggs, disparu 25 ans plus tôt. Le corps n'a pas vieilli, semblant celui d'un quadragénaire. Cole et Rosenfield rendent visite à Diane pour la convaincre de rendre visite au doppelgänger de Dale en prison, dans le Dakota du Sud. Bouleversée par la conversation qu'elle a avec lui, elle affirme à Cole qu'il n'est pas Dale Cooper. Son double maléfique fait également du chantage au directeur de la prison Dwight Murphy pour qu'il les relâche, lui et son associé Ray Monroe. Les deux hommes s'évadent à la nuit tombée. A Twin Peaks, Andy Brennan rencontre le propriétaire du camion qui a tué le petit garçon. Celui-ci, à la fois effrayé et inquiet, lui propose un rendez-vous pour parler loin de chez lui. Brennan accepte et l'attend mais le fermier ne vient pas. Au Bang Bang Bar, le barman, Jean-Michel Renault, est impliqué dans un réseau de jeunes prostituées.
À Las Vegas, à son travail, Dougie Jones/Cooper reçoit la visite de trois policiers, les Fusco, qui le questionnent à propos de sa voiture détruite par une explosion. En sortant du bâtiment, lui et Janey-E sont attaqués par le tueur à gages Ike « Le Pic » Stadtler, avant que Dale ne le désarme rapidement, retrouvant soudainement ses réflexes d'agent fédéral.
La musique du générique final est Sleep Walk du groupe Santo & Johnny.

### Épisode 8:T'as du feu?
- États-Unis : 25 juin 2017 sur Showtime
- France : 
  - 27 juin 2017 sur Canal+ Séries
  - 10 août 2017 sur Canal+

- États-Unis : 246 000 téléspectateurs[38] (première diffusion)

- Leslie Berger (La femme de l’automobiliste)
- Robert Broski (« L'Homme des bois »)
- Cullen Douglas (Le disc jockey)
- Erika Eynon (« L'Expérience »)
- Tikaeni Faircrest (La jeune fille)
- George Griffith (Ray Monroe)
- Tad Griffith (L'automobiliste)
- Xolo Maridueña (Le jeune homme)
- Joy Nash (Señorita Dido)
- Tracy Phillips (La réceptionniste)
- Frank Silva (BOB)
- JR Starr (Le maître de cérémonie)

Le doppelgänger de Cooper demande à Ray Monroe de lui donner la mystérieuse information. Monroe l'abat et aperçoit plusieurs fantômes en haillons qui se regroupent autour de son corps pour le recouvrir de son propre sang. Son ventre s'ouvre et il en sort un orbe contenant le visage de BOB. Effrayé, Monroe s'enfuit et appelle Phillip Jeffries pour lui dire qu'il a peut-être réussi à tuer le double maléfique de Cooper, ignorant qu'il est en fait toujours vivant.
Le 16 juillet 1945, à White Sands, au Nouveau-Mexique, une bombe atomique explose en plein désert. Des fantômes crasseux hantent une épicerie en fumée. « L'Expérience » flotte dans l'air et vomit un fluide grisâtre composé d'œufs transparents : un globule comporte notamment le visage de BOB. Dans une immense tour située au milieu d'un océan violet, une femme, Señorita Dido, écoute la musique d'un phonographe. Près d'elle, une cloche géante émet un bruit périodique. « Le Pompier » entre dans la pièce, inspecte la cloche et éteint le mécanisme de celle-ci. Il regarde la projection d'un petit film sur un écran de cinéma, qui n'est autre que la scène de l'explosion atomique, des spectres dans l'épicerie et la probable naissance de BOB, vomi par « L'Expérience ». Puis il lévite, une lumière dorée émane de sa tête et forme à son tour un orbe d'or. Celui-ci atterrit dans les mains de Dido, témoin de la lévitation, qui aperçoit à l'intérieur de l'orbe le visage de Laura Palmer. Elle embrasse l'objet et le place dans une machine volante, similaire à un tube pneumatique. Celle-ci éjecte l'orbe dans l'écran, qui affiche la Terre, pour l'envoyer dans le Nord de l'Amérique.
Lors d'une scène au Bang Bang Bar, le groupe Nine Inch Nails (présenté comme "The" Nine Inch Nails) interprète la chanson She's gone away.

### Épisode 9:C'est ce fauteuil
- États-Unis : 9 juillet 2017 sur Showtime
- France : 
  - 11 juillet 2017 sur Canal+ Séries
  - 17 août 2017 sur Canal+

- États-Unis : 355 000 téléspectateurs[38] (première diffusion)

- Jane Adams (Constance Talbot)
- Chrysta Bell (Agent Tamara Preston)
- Brent Briscoe (Détective Dave Macklay)
- Larry Clarke (Détective T. Fusco)
- Laura Dern (Diane Evans)
- Eric Edelstein (Détective « Smiley » Fusco)
- Sky Ferreira (Ella)
- Patrick Fischler (Duncan Todd)
- Robert Forster (Shérif Frank Truman)
- Ashley Judd (Beverly Paige)
- David Koechner (Détective D. Fusco)
- Jennifer Jason Leigh (Chantal Hutchens)
- Matthew Lillard (William Hastings)
- James Morrison (Le directeur de prison Dwight Murphy)
- Don Murray (Bushnell Mullins)
- John Pirruccello (Adjoint Chad Broxford)
- Jelani Quinn (Le sergent)
- Adele René (Lieutenant Cynthia Knox)
- Eric Rondell (Johnny Horne)
- Tim Roth (Gary « Hutch » Hutchens)
- Naomi Watts (Janey-E Jones)
- Karolina Wydra (Chloe)
- Christophe Zajac-Denek (Ike « Le Pic » Stadtler)

Le doppelgänger de Cooper arrive dans une ferme où l'attendent deux complices meurtriers, un couple, Hutch et Chantal, qui ont tué les fermiers. Avant de repartir, il se fait soigner par la femme et son époux lui donne des armes et des munitions. Le double maléfique de Cooper envoie également un SMS crypté à Diane et appelle Duncan Todd pour lui rappeler qu'il doit accomplir une certaine mission pour lui. Il demande enfin au couple de tuer le directeur de prison Murphy avant de leur proposer un autre double contrat à Las Vegas.
À la suite de la tentative d'assassinat de Dougie Jones, la police de Las Vegas ne trouve rien du tout le concernant avant 1997 qui pourrait clairement l'identifier : aucun passeport ni certificat de naissance. L'un des détectives Fusco conserve une tasse de café touchée par Cooper/Dougie pour prélever ses empreintes et son ADN. Le tueur à gages Ike « Le Pic » Stadtler, après avoir laissé un message vocal à un certain « J.T. » est également arrêté par les Fusco dans son motel. À Twin Peaks, chez les Horne, Sylvia, la femme de Benjamin et mère d'Audrey, retrouve son fils Johnny gravement blessé à la tête, après qu'il a foncé lui-même dans un mur, alors que Jerry, le frère de Benjamin, est victime d'hallucinations dans la forêt.
Le shérif Frank Truman et ses adjoints Hawk et Bobby Briggs rendent visite à la mère de ce dernier pour parler de Dale Cooper. Elle leur annonce que son mari, le Major Garland Briggs, lui avait prédit dans le passé leur arrivée, peu avant sa mort. Elle leur donne un petit cylindre métallique, caché depuis de longues années dans un fauteuil, et ils découvrent en le cassant deux papiers contenant des instructions précises dont le « Palais de Jack Rabbit », un endroit fréquenté autrefois par Bobby enfant, deux dates, une heure et le nom de Cooper écrit deux fois parmi des chiffres.
Dans le Dakota du Sud, à Buckhorn, les agents Cole, Rosenfield et Preston examinent le corps décapité de Garland Briggs et découvrent la bague de fiançailles de Dougie Jones, gravée par sa femme Janey-E, retrouvée dans son estomac. Preston interroge William Hastings — sa secrétaire a été tuée dans l'explosion de sa voiture et son avocat a été arrêté pour le meurtre de la femme de ce dernier, tuée par le doppelgänger de Cooper — qui lui explique que lui et Ruth, la femme décapitée, tenaient ensemble un blog, intitulé « la Quête de la Zone », consacré à leur fascination commune : les univers parallèles. Ils ont réussi à pénétrer dans une autre dimension où ils ont rencontré le Major Garland Briggs qui y a hiberné de longues années. Hastings explique également que Briggs voulait sortir de cette réalité alternative et qu'ils devaient lui donner des coordonnées géographiques détenues dans une base de données militaires sécurisée. En lui transmettant les chiffres voulus par Briggs, inscrits sur le bras de Ruth Davenport, Hastings l'a vu flotter, dire deux fois Cooper avant d'assister à la disparition de sa tête. Avant de se réveiller soudainement dans sa maison, il a également été témoin de la mort de Ruth et raconte à Preston que le Major n'était pas tout seul dans cette Zone. 

### Épisode 10:Laura est l'unique
- États-Unis : 16 juillet 2017 sur Showtime
- France : 
  - 18 juillet 2017 sur Canal+ Séries
  - 17 août 2017 sur Canal+

- États-Unis : 267 000 téléspectateurs[38](première diffusion)

- Jane Adams (Constance Talbot)
- Joe Adler (Roger)
- Stephanie Allynne (La mère de famille interviewée)
- Chrysta Bell (Agent Tamara Preston)
- James Belushi (Bradley Mitchum)
- John Billingsley (Docteur Ben)
- Larry Clarke (Détective T. Fusco)
- Giselle DaMier (Sandie)
- David Dastmalchian (Pit Boss Warrick)
- Eric Edelstein (Détective « Smiley » Fusco)
- Eamon Farren (Richard Horne)
- Patrick Fischler (Duncan Todd)
- Pierce Gagnon (Sonny Jim Jones)
- Caleb Landry Jones (Steven Burnett)
- Robert Knepper (Rodney Mitchum)
- David Koechner (Détective D. Fusco)
- Andrea Leal (Mandie)
- Sarah Jean Long (Miriam Sullivan)
- Greg Mills (Paul, le présentateur du journal télévisé)
- Moby (Un musicien)
- John Pirruccello (Adjoint Chad Broxford)
- Eric Rondell (Johnny Horne)
- Amanda Seyfried (Rebecca « Becky » Burnett)
- Amy Shiels (Candie)
- Tom Sizemore (Anthony Sinclair)
- Sara Sohn (Sheena, la présentatrice du journal télévisé)
- Naomi Watts (Janey-E Jones)
- Christophe Zajac-Denek (Ike « Le Pic » Stadtler)

À Twin Peaks, Richard Horne rend visite à Miriam Sullivan, l'unique témoin qui l'a vu prendre la fuite lorsqu'il a renversé le petit garçon. Elle lui annonce qu'elle a écrit au Shérif Truman pour le dénoncer. Horne pénètre dans la caravane et l'attaque sauvagement. Avant de partir, il allume le gaz et une bougie puis il appelle l'adjoint Chad Broxford, un policier véreux, pour lui demander d'intercepter cette lettre avant qu'elle n'arrive au commissariat, ce qu'il fait aussitôt. Horne débarque ensuite chez sa grand-mère Sylvia et l'agresse violemment pour lui voler tout son argent sous les yeux impuissants de son fils Johnny, enfermé dans une camisole en raison de son comportement dangereux. Elle appelle ensuite son ex-mari Benjamin - dont le frère Jerry est toujours perdu dans la forêt - pour lui demander de la dédommager de tout ce que leur petit-fils lui a dérobé.
Au camping « La Grosse Truite », le propriétaire, Carl Rodd, assiste à une dispute entre Steven Burnett et sa femme Rebecca, la fille de Shelly Johnson, qu'il violente. Le Docteur Lawrence Jacoby continue à partager sur Internet ses vidéos de théories conspirationnistes, visionnées notamment par Nadine Hurley devenue propriétaire d'un magasin de rideaux silencieux.
A Las Vegas, les deux frères Mitchum sont informés par un journal télévisé que le tueur à gages Ike « Le Pic » Stadtler a été arrêté par la Police et reconnaissent toujours à la télévision « Mr. Jackpot », qui n'est d'autre que Dougie Jones / Dale Cooper. Janey-E Jones s'aperçoit que ce dernier a perdu beaucoup de poids, le séduit et lui fait l'amour. Duncan Todd demande à Anthony Sinclair, un collègue corrompu de Dougie Jones, de le piéger en manipulant les malfrats Mitchum en leur faisant croire que Jones leur a refusé de les indemniser environ de 30 millions de dollars à la suite de l'incendie criminel d'un de leurs hôtels. Un plan qui devrait les pousser à éliminer eux-mêmes Dougie Jones. Les deux frères le croient et souhaitent rencontrer Jones en personne, accusé par Sinclair d'avoir préparé une vendetta personnelle contre eux.

### Épisode 11:Il y a du feu à l'endroit où vous allez
- États-Unis : 23 juillet 2017 sur Showtime
- France : 
  - 25 juillet 2017 sur Canal+ Séries
  - 24 août 2017 sur Canal+

- États-Unis : 219 000 téléspectateurs[38] (première diffusion)

- Chrysta Bell (Agent Tamara Preston)
- James Belushi (Bradley Mitchum)
- Giselle DaMier (Sandie)
- Laura Dern (Diane Evans)
- Josh Fadem (Phil Bisby)
- Robert Forster (Shérif Frank Truman)
- Travis Frost (Le garçon jouant au catch ball)
- Balthazar Getty (Red)
- James Grixoni (Adjoint Jesse Helcomb)
- Caleb Landry Jones (Steven Burnett)
- Laura Kenny (La femme dans la voiture)
- Robert Knepper (Rodney Mitchum)
- Jay Larson (Le chauffeur de la limousine)
- Andrea Leal (Mandie)
- Matthew Lillard (William Hastings)
- Sarah Jean Long (Miriam Sullivan)
- Don Murray (Bushnell Mullins)
- Priya Diane Niehaus (La fille malade)
- Charity Parenzini (Carrie)
- Elias Parenzini (Ralph)
- Linas Phillips (Russ)
- Linda Porter (La femme addict aux machines à sous)
- Amanda Seyfried (Rebecca « Becky » Burnett)
- Amy Shiels (Candie)
- Tom Sizemore (Anthony Sinclair)
- Mary Stofle (Ruth Davenport)
- Lauren Tewes (La voisine de Gersten)
- Jodi Thalen (Maggie)

À Twin Peaks, trois garçons jouent à se lancer une balle de baseball. L'un d'entre eux, en allant la récupérer, découvre Miriam Sullivan, ensanglantée et gravement blessée, au bord de la route.
Becky reçoit un appel concernant Steven, son mari, qui la trompe avec Gersten Hayward, la petite sœur de Donna. Elle s'empare d'une arme à feu, contacte sa mère, Shelly, pour lui demander de lui prêter sa voiture et s'enfuit aussitôt avec, blessant sa mère dans sa fuite. Témoin de l'incident, Carl Rodd propose à Shelly de la conduire en ville. Sur la route, Shelly appelle Norma et lui demande ce qu'elle doit faire. Suivant son conseil, elle appelle son ex-mari, Bobby Briggs, devenu shérif-adjoint et père de Becky, et lui explique la situation. Becky pénètre dans un immeuble et ouvre le feu sur la porte de l'appartement vide de Gersten qui se cache dans les escaliers avec Steven. Au Double R, ses parents lui conseillent de le quitter définitivement, ce qu'elle refuse par amour. Alors que la mère et la fille se réconcilient sous les yeux de Norma, Shelly aperçoit Red, un dealer influent, et l'embrasse devant Bobby, embarrassé et choqué de la voir avec son amant. Soudainement, un coup de feu retentit devant le Double R, tiré par un enfant dans la voiture de ses parents. Alors que son coéquipier Jesse Helcomb s'occupe de cette famille et gère le carambolage, Briggs s'approche d'une voiture où se trouve une mère de famille en colère klaxonnant hystériquement, accompagnée de son enfant malade pris de vomissements. 
Au poste de police, enquêtant sur la destination donnée par le Major Briggs, située dans les montagnes de Blue Pine, Hawk montre à Truman un étrange symbole noir dessiné sur une ancienne carte des montagnes de la ville, également inscrit dans le message retrouvé de Briggs et sur la carte à jouer du doppelgänger de Cooper. Truman lui demande sa signification mais Hawk refuse de la lui donner, prétextant qu'il ne doit rien savoir pour son bien. Sachant qu'ils ont découvert quelque chose, la Femme à la bûche les appelle pour leur dire que l'endroit exact décrit par le Major Briggs qu'ils recherchent est symbolisé par un feu.
À Buckhorn, dans le Dakota du Sud, Cole, Rosenfield, Preston et Diane, accompagnés du détective Macklay et de William Hastings, arrivent à l'endroit où Hastings dit avoir rencontré le Major Briggs. Cole et Rosenfield entrevoient de loin un mystérieux bûcheron qui disparaît brusquement. En s'approchant d'une maison, Cole lève les yeux et aperçoit un gigantesque vortex dans le ciel, tout en voyant plusieurs bûcherons sur des escaliers. Alors que Cole lève les bras vers le ciel pour être téléporté, Rosenfield le retient juste à temps. Alors qu'ils découvrent le corps sans tête de Ruth Davenport, Diane distingue un homme des bois fantomatique pénétrer dans la voiture de police où se trouve Hastings mais elle ne prévient pas les policiers. Hastings meurt soudainement, la tête explosée par l'entité surnaturelle. Plus tard, alors que la main de Cole tremble sans raison, Rosenfield lui expose à l'aide d'une photo prise les numéros retrouvés sur un bras de la morte et lui affirme qu'ils peuvent les guider vers une petite ville vers le Nord. Cole et Rosenfield annoncent à Diane, Preston et Macklay qu'ils ont vu ensemble un bûcheron et Diane leur explique l'avoir également vu sortir de la voiture de police après la mort de Hastings. Alors que Rosenfield la soupçonne de cacher quelque chose, après l'avoir vue en train de mémoriser les chiffres inscrits sur le bras de Ruth Davenport, Cole leur détaille l'apparence des autres bûcherons barbus et crasseux hallucinés lors de sa vision.

### Épisode 12:Que la fête commence
- États-Unis : 30 juillet 2017 sur Showtime
- France : 
  - 1er août 2017 sur Canal+ Séries
  - 24 août 2017 sur Canal+

- États-Unis : 240 000 téléspectateurs[38](première diffusion)

- Elizabeth Anweis (Abbie)
- Chrysta Bell (Agent Tamara Preston)
- Scott Coffey (Trick)
- Ana de la Reguera (Natalie)
- Laura Dern (Diane Evans)
- Robert Forster (Shérif Frank Truman)
- Pierce Gagnon (Sonny Jim Jones)
- Ashley Judd (Beverly Paige)
- Luke Judy (Le fils de Dwight Murphy)
- Jennifer Jason Leigh (Chantal Hutchens)
- Sarah Jean Long (Miriam Sullivan)
- Bérénice Marlohe (La Française)
- Zoe McLane (La caissière)
- Clark Middleton (Charlie)
- James Morrison (Le directeur de prison Dwight Murphy)
- Johnny Ochsner  (L'emballeur à la caisse)
- Bill O'Dell (Kriscol)
- Tim Roth (Gary « Hutch » Hutchens)

Dans le Dakota du Sud, dans un hôtel à Buckhorn, Cole et Rosenfield proposent à l'agent Preston de rejoindre l'unité spéciale des agents spécialisés dans les affaires codifiées sous le terme « Blue Rose », ce qu'elle accepte sans hésiter. Rosenfield lui explique que Cole a proposé à l'agent Phillip Jeffries (David Bowie dans le film Twin Peaks: Fire Walk with Me) de diriger cette section qui enquêtait sur les affaires mystérieuses non résolues du Projet Livre Bleu, une commission mise en place par l'US Air Force pour enquêter sur des phénomènes paranormaux liés aux OVNI et fermée en 1970. Les autres agents impliqués dans son équipe étaient Dale Cooper, Chester Desmond (Chris Isaak dans le film Twin Peaks: Fire Walk with Me) et Rosenfield lui-même. Jeffries, Desmond et Cooper sont aujourd'hui tous les trois portés disparus et introuvables. Lorsque Diane les rejoint, Rosenfield lui propose d'avoir une place plus importante dans leur enquête sur la disparition de Cooper. Cole et Rosenfield l'espionnent également depuis qu'ils ont découvert qu'elle envoyait des SMS à quelqu'un de non identifié qui lui demande notamment s'ils sont déjà à Las Vegas, ce à quoi elle répond par la négative. Toujours dans l'hôtel, alors que Cole flirte avec une Française et que Rosenfield le débriefe sur le dernier message envoyé de Diane, cette dernière découvre que les coordonnées retrouvées sur le bras de Ruth Davenport mènent à Twin Peaks.
Les Hutchens, les complices du double maléfique de Cooper, assassinent Dwight Murphy, le directeur de prison, devant chez lui. Son corps est découvert par son fils.
À Las Vegas, Sonny Jim Jones entraîne Dale Cooper, toujours en état de catatonie, dans un jardin pour tenter de lui lancer une balle de baseball.
À Twin Peaks, alors que Jerry Horne semble fuir quelque chose en courant dans une clairière, Sarah Palmer, devenue dépressive et alcoolique depuis la mort de son mari et de sa fille, se fait remarquer dans une épicerie en annonçant l'arrivée de plusieurs hommes dans la ville avant de quitter précipitamment le magasin. Hawk lui rend aussitôt visite et s’aperçoit qu'elle est nerveuse. Il entend notamment des bruits inquiétants dans sa maison. Elle lui dit qu'ils proviennent de sa cuisine mais elle refuse de le laisser entrer chez elle. Au camping « La Grosse Truite », Carl Rodd, le propriétaire, offre 50 dollars à Kriscol, un résident pauvre, lui demande de ne plus donner son sang pour vivre et qu'il ne doit pas le loyer du mois. Au Grand Nord, shérif Frank Truman rend visite à Benjamin Horne et l'informe du délit de fuite de son petit-fils Richard, recherché après avoir renversé le petit garçon, et de la tentative de meurtre sur Miriam Sullivan, la seule témoin à l'avoir reconnu, depuis hospitalisée. Il tente d'expliquer au shérif que Richard n'a jamais eu de père avant de prendre des nouvelles de son frère malade, Harry. En guise de mémento, il demande à Frank Truman de donner à son frère la clé de la chambre de Dale Cooper qu'il occupait lorsqu'il enquêtait sur le meurtre de Laura Palmer. Benjamin Horne se remémore également son enfance au côté de son père, qui lui a offert un vélo mémorable, et demande à sa secrétaire Beverly d'appeler l'hôpital où se trouve Miriam Sullivan pour annoncer qu'il paye tous ses frais médicaux. Dr. Jacoby enregistre toujours ses vidéos de théories conspirationnistes, sous le nom de « Dr. Amp », visionnées par Nadine Hurley. 
Audrey Horne est aujourd'hui mariée à Charlie. En se disputant avec lui, son mari prétextant qu'il est trop occupé, elle lui demande de l'accompagner au Bang Bang Bar pour rechercher un certain Billy, qu'elle affirme aimer. Elle a notamment rêvé de lui où il saignait de la bouche et du nez. Paniquée, elle lui demande néanmoins d'appeler Tina, la dernière personne à avoir vu Billy. En lui téléphonant, il reçoit de mauvaises nouvelles le concernant mais refuse de les dire à Audrey.

### Épisode 13:De quelle histoire on parle, Charlie?
- États-Unis : 6 août 2017 sur Showtime
- France : 
  - 8 août 2017 sur Canal+ Séries
  - 31 août 2017 sur Canal+

- États-Unis : 280 000 téléspectateurs[38] (première diffusion)

- Alon Abutbul (Le livreur)
- Kate Alden (Une serveuse au Double R)
- James Belushi (Bradley Mitchum)
- Kelsey Bohlen (La deuxième choriste)
- Rachael Bower (La troisième choriste)
- Johnny Chavez (Le policier véreux)
- Larry Clarke (Détective T. Fusco)
- Frank Collison (Muddy)
- Giselle DaMier (Sandie)
- Christopher Durbin (Le comptable de la ferme)
- Eric Edelstein (Détective « Smiley » Fusco)
- Eamon Farren (Richard Horne)
- Patrick Fischler (Duncan Todd)
- Pierce Gagnon (Sonny Jim Jones)
- Grant Goodeve (Walter Lawford)
- George Griffith (Ray Monroe)
- Robert Knepper (Rodney Mitchum)
- David Koechner (Détective D. Fusco)
- Virginia Kull (La serveuse du Szymon Coffee)
- Andrea Leal (Mandie)
- Jennifer Jason Leigh (Chantal Hutchens)
- Mike Malone (L'homme à l'urinoir)
- Derek Mears (Renzo)
- Clark Middleton (Charlie)
- Don Murray (Bushnell Mullins)
- Jelani Quinn (Le sergent)
- Tim Roth (Gary « Hutch » Hutchens)
- John Savage  (Détective Clark)
- Amanda Seyfried (Rebecca « Becky » Burnett)
- Amy Shiels (Candie)
- Tom Sizemore (Anthony Sinclair)
- JR Starr (Le maître de cérémonie)
- Jessica Szohr (Renée)
- Naomi Watts (Janey-E Jones)

À Las Vegas, les frères Mitchum, accompagnés de Cooper et de leurs assistantes Candie, Mandie et Sandie, arrivent dans le bureau de Bushnell Mullins afin de lui offrir des cadeaux pour le remercier de les avoir remboursés. Ils achètent également une nouvelle voiture pour la femme de Dougie Jones ainsi qu'une aire de jeux pour Sonny Jim, le fils de Dougie et Janey-E. Se cachant dans son bureau, Anthony Sinclair appelle Duncan Todd qui lui donne un jour pour tuer Dougie Jones. Sinclair demande à un policier véreux, le détective Clark, de lui donner un poison pour l'éliminer. Alors qu'ils sont tous les deux en train de boire un café à la terrasse d'une cafétéria, il en profite pour le verser dans la tasse de Cooper, parti observer une part de tarte aux cerises. Mais quand Cooper revient, il masse les épaules de Sinclair, et à ce contact, ce dernier sent tout son ressentiment retomber, et part aux toilettes verser le café empoisonné dans un urinoir. Après s'être excusé en larmes auprès de Cooper, il confesse à Bushnell Mullins qu'il est corrompu, lié à Duncan Todd, mais également prêt à témoigner contre celui-ci et Clark. Les détectives Fusco apprennent que les empreintes de Dougie Jones appartiennent à un agent du FBI ainsi qu'à un détenu emprisonné il y a deux jours dans le Dakota du Sud. Riant de ces incohérences, ils jettent les expertises à la poubelle…
Après avoir tué Dwight Murphy, les Hutchens sont sur la route, pour honorer un nouveau contrat. 
Dans le Montana, le doppelgänger de Dale Cooper arrive dans un entrepôt nommé « La Ferme », surveillé par des caméras et occupé par une bande de malfrats menée par Renzo ; il exige de voir Ray Monroe. Un des malfrats, Muddy, lui explique qu'il doit d'abord défier Renzo au bras de fer. S'il perd, il  appartiendra à Renzo comme tous les autres hommes, et s'il gagne, il deviendra leur nouveau leader et pourra faire parler Monroe. Mais Mr. C gagne le duel,  et frappe mortellement Renzo au visage. Seul avec Monroe, alors que leur confrontation est regardée sur un écran géant par le gang de Renzo et Richard Horne, juste arrivé, il lui tire dans la jambe et lui demande qui l'a engagé pour le tuer. Monroe lui révèle qu'il s'agit de l'agent du FBI Phillip Jeffries, qui souhaitait s'emparer de quelque chose à l'intérieur de Cooper. Jeffries lui a également remis la bague verte, ornée du symbole, qu'il était censé lui passer au doigt après l'avoir tué. Monroe lui donne aussi des coordonnées appartenant à la secrétaire de Hastings ainsi que la dernière localisation de Jeffries, le « Dutchman's ». Avant de le tuer, le doppelgänger lui ordonne de se mettre la bague au doigt. Après lui avoir tiré dans la tête, la bague s'évapore et réapparaît dans la Loge noire, suivie du corps de Monroe. MIKE la récupère et la dépose sur son piédestal.
À Twin Peaks, au Double R, Shelly reçoit un appel de sa fille, Becky, qui lui affirme que son époux Steven est absent depuis deux jours. Sa mère l'invite à la rejoindre au restaurant. Bobby Briggs arrive également pour rendre visite à Ed Hurley et Norma, tous les deux assis à une table, et leur annonce qu'il a retrouvé quelque chose appartenant à son père. Ils sont interrompus par Walter Lawford, homme d'affaires et compagnon de Norma. Gérant la franchise de la marque Double R, avec l'accord de Norma, il lui détaille la progression financière de cette dernière. Il tente de la convaincre d'augmenter le prix de ses tartes ainsi que rebaptiser le restaurant de Twin Peaks « Le Double R de Norma ». Assis à une autre table avec Bobby, Ed, toujours amoureux de Norma, les observe de loin. 
Le docteur Jacoby rend visite à Nadine Hurley, après avoir remarqué une de ses pelles dorées exposée dans la vitrine de son magasin de rideaux. Folle de joie, Nadine le remercie pour ses vidéos et pour ce qu'il a fait pour elle. Ils se remémorent ensemble leur dernière rencontre, sept ans plus tôt, dans un supermarché durant une tempête. Sarah Palmer, seule chez elle, regarde en boucle une séquence de match de boxe à la télévision tout en buvant de l'alcool.
Audrey Horne supplie son mari, Charlie, de lui révéler ce que Tina lui a dit à propos de Billy, ce qu'il refuse. Il lui conseille d'aller au Bang Bang Bar pour vérifier s'il y est. Troublée, elle lui avoue qu'elle ne sait plus qui elle est et qu'elle ne se reconnait plus du tout. Elle s'effondre en larmes face à son mari indifférent.
Au Bang Bang Bar, James Hurley interprète sur scène Just You, une chanson qu'il a enregistrée dans le passé avec sa petite amie Donna Hayward et Maddy Ferguson, la cousine de Laura Palmer. À une table, Renée, une amie de Shelly, est émue aux larmes en l'écoutant.

### Épisode 14:Nous sommes comme le rêveur
- États-Unis : 13 août 2017 sur Showtime
- France : 
  - 15 août 2017 sur Canal+ Séries
  - 31 août 2017 sur Canal+

- États-Unis : 253 000 téléspectateurs[38] (première diffusion)

- Jay Aaseng (L'ivrogne)
- Eric Ray Anderson (Le barman)
- Chrysta Bell (Agent Tamara Preston)
- Monica Bellucci (Elle-même)
- David Bowie (VF : Bernard Alane) (Philip Jeffries[39])
- Robert Broski (« L'Homme des bois »)
- Owain Rhys Davies (Agent Wilson)
- Laura Dern (Diane Evans)
- Erika Eynon (« L'Expérience »)
- Jay R. Ferguson (Agent spécial Randall Headley)
- Robert Forster (Shérif Frank Truman)
- Nathan Frizzell (La voix)
- Shane Lynch (Megan)
- John Paulsen (Le camionneur)
- John Pirruccello (Adjoint Chad Broxford)
- JR Starr (Le maître de cérémonie)
- Emily Stofle (Sophie)
- Jake Wardle (Freddie Sykes)
- Nae Yuuki (Naido)

Dans le Dakota du Sud, à Buckhorn, Gordon Cole contacte le poste de police de Twin Peaks où Lucy le met en relation avec le Shérif Frank Truman. Ce dernier lui explique que son adjoint Hawk a retrouvé les pages déchirées du journal intime d'une certaine Laura Palmer, où cette dernière suggérait l'existence de deux Dale Cooper. De son côté, Albert Rosenfield détaille à Preston la première affaire classée « Blue Rose ». Cole et Phillip Jeffries ont tous les deux enquêté sur une femme, Lois Duffy, qui, avant de se suicider, aurait tué son double qui, avant de mourir, aurait murmuré « Je suis comme la Blue Rose ». Après avoir convoqué Diane, Gordon Cole lui demande si, lors de la dernière fois qu'ils se sont vus, Dale Cooper lui aurait parlé du Major Garland Briggs, ce qu'elle confirme. Rosenfield la débriefe sur la bague de fiançailles de Dougie Jones, offerte par sa femme Janey-E, et retrouvée dans l'estomac du corps sans tête de Briggs. Elle reconnait les noms inscrits dessus : Janey-E n'est autre que sa demi-sœur, qu'elle déteste et qu'elle n'a plus vue depuis des années, entre-temps mariée à un certain Douglas Jones et vivant à Las Vegas. Preston appelle le FBI de Las Vegas où Cole informe les agents Wilson et Randall Headley que les Jones doivent être recherchés pour double homicide. 
Après avoir expliqué à Preston et Rosenfield ce que le Sherif Truman lui a exposé, à savoir l'existence de deux Cooper, Cole leur raconte qu'il a rêvé de l'actrice Monica Bellucci. À Paris, à une terrasse de café, elle a souhaité le rencontrer pour lui parler brièvement. Cooper est présent mais Cole ne peut pas voir son visage. Elle lui dit que « Nous sommes comme le rêveur qui rêve et ensuite vit à l'intérieur du rêve » tout en lui posant ensuite la question suivante « Mais qui est le rêveur ? ». Suivant son regard, il se retourne et se voit lui-même, le 16 février 1989, le jour où Cooper lui évoque un de ses rêves étranges, mais aussi le retour furtif de l'agent Phillip Jeffries, disparu depuis des années, dans son bureau. Devant Cole, Jeffries lui a pointé du doigt Cooper en lui demandant « Qui croyez-vous qu'il soit ? » - une scène issue du film Twin Peaks: Fire Walk with Me.
À Twin Peaks, au poste de police, Bobby Briggs, Andy, Hawk et Frank Truman arrêtent l'adjoint Chad Broxford, policier ripoux et complice de Richard Horne. Briggs les guide ensuite dans la montagne vers le « Palais de Jack Rabbit », l'endroit cité par son Père dans les messages qu'ils ont retrouvés. Dans les environs, ils découvrent une créature allongée, nue et sans yeux, Naido. Alors qu'ils observent un tourbillon qui s'est soudainement formé dans le ciel, Andy est téléporté dans ce portail après avoir tenu la main de la femme inconsciente. Dans un univers parallèle, il se retrouve assis face au Géant qui se présente comme « Le Pompier ». Muet et immobile, Andy lève les yeux vers un écran circulaire. Il assiste alors à une succession d'images dont la naissance de BOB vomi par « L'Expérience », la station-service en feu occupée par les Spectres, « L'Homme des bois » demandant du feu, une lycéenne en train de pleurer — scène issue du pilote de la série, la lycéenne venait d'apprendre la mort de Laura —, le visage de Laura Palmer entouré par deux anges, Naido, Dale Cooper et son double maléfique, un téléphone, lui-même et sa femme Lucy ainsi qu'un poteau électrique où est inscrit le chiffre 6 avant de revenir sur Terre où l'attendent Bobby Briggs, Hawk et Truman. Portant dans ses bras la créature, il les informe qu'elle doit être protégée car elle est importante. Elle est alors enfermée dans une cellule du poste de police, près des cellules de Broxford et d'un ivrogne défiguré.
James Hurley est aujourd'hui garde de sécurité à l'Hôtel du Grand Nord où il travaille avec un jeune coéquipier nommé Freddie Sykes. Ce dernier ne se sépare jamais d'un gant de jardinage vert, qui lui aurait donné une force surhumaine, qu'il considère comme une partie de lui et qu'il ne peut plus enlever sans se mettre à saigner. Il raconte son histoire à Hurley : alors qu'il vivait encore à Londres, un soir alors qu'il se promenait, il a été aspiré par un tourbillon dans le ciel et téléporté dans un autre monde où il a rencontré « Le Pompier », qui lui a dit que ce gant lui donnerait une force inimaginable et lui a également conseillé de se rendre à Twin Peaks pour accomplir sa destinée. Intrigué par son récit, Hurley se rend ensuite dans la chaudière de l'hôtel où il entend le même bruit incessant également entendu par Benjamin Horne et sa secrétaire Beverly.
De son côté, la Mère de Laura Palmer, Sarah, se rend dans un bar où elle est draguée par un camionneur qui devient agressif lorsqu'elle refuse ses avances. Alors qu'il persiste et l'insulte, elle ouvre soudain son visage et lui dévoile les Ténèbres. Elle le mord ensuite mortellement à la gorge, le tuant sur le coup.
Épisode dédié à la mémoire de David Bowie, alias l'agent du FBI Phillip Jeffries, mort en 2016.

### Épisode 15:Il y a de la peur à lâcher prise
- États-Unis : 20 août 2017 sur Showtime
- France : 
  - 22 août 2017 sur Canal+ Séries
  - 7 septembre 2017 sur Canal+

- France : 329 000 téléspectateurs[38] (première diffusion)

- Jay Aaseng (L'ivrogne)
- Joe Adler (Roger)
- Owain Rhys Davies (Agent Wilson)
- Eamon Farren (Richard Horne)
- Jay R. Ferguson (Agent spécial Randall Headley)
- Patrick Fischler (Duncan Todd)
- Robert Forster (Shérif Frank Truman)
- Nathan Frizzell (La voix de Phillip Jeffries)
- Pierce Gagnon (Sonny Jim Jones)
- Grant Goodeve (Walter Lawford)
- Caleb Landry Jones (Steven Burnett)
- Jennifer Jason Leigh (Chantal Hutchens)
- Clark Middleton (Charlie)
- Casey O'Neill (L'ami de Chuck)
- John Pirruccello (Adjoint Chad Broxford)
- Tim Roth (Gary « Hutch » Hutchens)
- Rodney Rowland (Chuck)
- Malachy Sreenan (La femme à la clé)
- JR Starr (Le maître de cérémonie)
- Jessica Szohr (Renée)
- Jake Wardle (Freddie Sykes)
- Naomi Watts (Janey-E Jones)
- Charlyne Yi (Ruby)
- Nae Yuuki (Naido)

À Twin Peaks, Nadine Hurley, arborant fièrement sa pelle dorée achetée après avoir visionné les vidéos de « Dr. Amp » alias docteur Jacoby, arrive à pieds au Big Ed's Gas Farm, la station-service de son époux Ed pour lui annoncer qu'elle a changé, qu'elle sait qu'il est amoureux de Norma et qu'il l'a sacrifiée uniquement pour elle, trop fragile à l'époque pour qu'il l'abandonne. Elle lui déclare qu'il est libre à présent, lui donnant sa bénédiction pour qu'il vive enfin son amour avec Norma. Nadine s'en va, laissant Ed choqué et interloqué. Ce dernier se rend au Double R pour officialiser sa relation avec Norma au moment où Walter Lawford, l'homme d'affaires qui a franchisé la marque « Double R  », perturbe leur intimité. Alors qu'Ed, désemparé, se commande un café, Norma explique à Lawford qu'elle ne veut plus faire affaire avec lui mais qu'elle le laisse exploiter le nom de son restaurant tout en lui offrant ses parts investies dans les autres diners à travers le pays. Déconcerté par son choix, Lawford lui dit qu'elle fait une erreur et la quitte. Elle rejoint Ed qui lui demande de l'épouser, ce qu'elle accepte. Ils s'embrassent devant une Shelly ravie.
Au Bang Bang Bar, James Hurley, accompagné de son ami Freddie Sykes, s'approche de la table de Renée mais son mari Chuck, ainsi qu'un de ses amis, l'attaque violemment lorsqu'il lui adresse la parole. Sykes, armé de son gant de jardinage vert, les frappe et les met à terre pour secourir James. Remarquant qu'ils sont tous les deux gravement blessés et paralysés, Hurley demande aux témoins de la bagarre d'appeler les urgences. Ils sont tous les deux arrêtés par Bobby Briggs et Hawk puis enfermés en cellule près de l'adjoint Chad Broxford, l'ivrogne défiguré et Naido, qui continue à pousser d'étranges petits cris. 
Dans la forêt Steven Burnett et sa maîtresse Gersten Hayward se cachent dans le creux d'un arbre. Armé d'un revolver, il lui confesse qu'il veut mettre fin à ses jours alors qu'elle essaye de le raisonner. Ils sont surpris par le journaliste télé Cyril Pons, promenant son chien dans les alentours. Paniquée, Gersten laisse Steven seul avant d'entendre un coup de feu. Pons se rend ensuite au camping « La Grosse Truite  » pour alerter Carl Rodd.
La nuit tombée, après avoir quitté « La Ferme », le doppelgänger de Cooper arrive dans une station-service lugubre et abandonnée où, après lui avoir demandé de voir Phillip Jeffries, un spectre barbu et recouvert de suie le guide vers un motel, le « Dutchman's ». Une femme étrange lui déverrouille une chambre où l'attend l'agent Jeffries, qui lui parle à travers une théière géante qui émet de la vapeur. Le doppelgänger lui demande s'il a demandé à Ray Monroe de le tuer et si c'est lui qui l'a contacté auparavant dans un autre motel. Jeffries nie les faits puis il est interrogé à propos de Judy, une de ses connaissances, mentionnée lorsqu'il est réapparu dans le quartier général du FBI à Philadelphie en 1989 - une scène du film Twin Peaks: Fire Walk with Me. Jeffries lui répond seulement que l'agent Dale Cooper l'a déjà rencontrée et lui non. Jeffries lui transmet également une série de chiffres. Soudainement, un téléphone sonne. Le double maléfique de Cooper répond mais il est aussitôt téléporté à l'extérieur de la station-service, dans une cabine téléphonique. Alors qu'il s'apprête à repartir, il se trouve confronté à Richard Horne qui le menace avec un revolver. Il lui avoue qu'il sait qu'il est un agent du FBI car sa mère, Audrey Horne, lui a montré une photo de lui. Le doppelgänger le désarme et lui ordonne de monter dans sa voiture avec lui. Avant de partir avec lui, il envoie le message « Las Vegas ? » à un numéro inconnu. L'épicerie produit de l'électricité et de la fumée avant de disparaître.
À Las Vegas, après avoir reçu l'appel de Gordon Cole, l'agent Wilson signale à l'agent spécial Randall Headley qu'il a retrouvé le couple Jones. Mais il a amené une famille nombreuse du même nom... 
Duncan Todd demande à Roger, son employé, de lui amener Anthony Sinclair. Soudain, ils sont tous deux abattus par Chantal Hutchens. Cette dernière rejoint son mari Gary dans leur van puis mange son hamburger comme si de rien n'était.
Chez les Jones, Janey-E offre une part de gâteau à Dale Cooper, toujours léthargique, et lui raconte à quel point elle est heureuse depuis qu'ils sont devenus amis avec les frères Mitchum. Seul à table, il expérimente une télécommande, posée devant lui, et allume la télévision. Il tombe sur un passage de Boulevard du crépuscule de Billy Wilder et s'illumine lorsqu'il entend le nom de Gordon Cole, son supérieur, qui n'est autre qu'un personnage du film. Remarquant ensuite une prise de courant, Cooper rampe sur le sol et tente d'enfoncer les pointes de sa fourchette à l'intérieur. N'y arrivant pas, il retourne alors sa fourchette pour l'introduire par son manche, puis s'électrocute et cause une panne d'électricité, ce qui alarme immédiatement Janey-E. 
À Twin Peaks, la Femme à la Bûche appelle Hawk pour lui annoncer qu'elle est mourante et ce dernier lui présente ses condoléances. Elle lui parle de la mort, lui expliquant qu'il s'agit d'une transition et non d'une fin, et lui dit qu'il doit se souvenir de tout ce qu'elle lui a dit. Elle lui évoque enfin « l'unique » qui se trouve sous la lune dans la montagne de Blue Pine. Avant qu'elle ne raccroche, il lui fait ses adieux.
Dans la salle de conférence du commissariat, Hawk réunit Frank Truman, Andy, Lucy et Bobby Briggs pour leur annoncer le décès de Margaret Lanterman. Chez elle, dans sa cabane, la lumière s'éteint lentement.
Audrey et son mari Charlie s'apprêtent à partir de chez eux pour chercher Billy au Bang Bang Bar. Mais elle lui reproche d'être devenu différent avec elle. Agacé par ses reproches et son comportement, Charlie renonce à sortir de chez lui. Il est brusquement attaqué par sa femme.

### Épisode 16:Sans frapper, sans sonner
- États-Unis : 27 août 2017 sur Showtime
- France : 
  - 29 août 2017 sur Canal+ Séries
  - 7 septembre 2017 sur Canal+

- États-Unis : 267 000 téléspectateurs[38](première diffusion)

- Chrysta Bell (Agent Tamara Preston)
- James Belushi (Bradley Mitchum)
- Richard Bucher (Le mari de Monique)
- Scott Cameron (L'homme tabassé)
- Jonny Coyne (Le comptable)
- Giselle DaMier (Sandie)
- Owain Rhys Davies (Agent Wilson)
- Laura Dern (Diane Evans)
- Josh Fadem (Phil Bisby)
- Eamon Farren (Richard Horne)
- Jay R. Ferguson (Agent spécial Randall Headley)
- Pierce Gagnon (Sonny Jim Jones)
- Robert Knepper (Rodney Mitchum)
- Andrea Leal (Mandie)
- Jennifer Jason Leigh (Chantal Hutchens)
- Bellina Martin Logan (Le docteur)
- Clark Middleton (Charlie)
- Don Murray (Bushnell Mullins)
- Tim Roth (Gary « Hutch » Hutchens)
- Amy Shiels (Candie)
- JR Starr (Le maître de cérémonie)
- Naomi Watts (Janey-E Jones)

Le doppelgänger de Cooper et Richard Horne, qui se révèle être son fils, arrivent à un site dans le désert, désigné par des coordonnées que lui ont fourni trois personnes. Alors qu'il inspecte un rocher, obéissant au faux Cooper, Horne grimpe dessus, est électrocuté et se désintègre sous les yeux de son père et de Jerry Horne, témoin à distance de la mort du fils d'Audrey. Le faux Cooper envoie le message « :-) TOUS » à Diane et quitte les lieux.
À l'hôpital, plongé dans le coma à la suite de son électrocution, Cooper est veillé par Janey-E Jones, son fils Sonny Jim et Bushnell Mullins. Les frères Mitchum et leurs assistantes leur apportent de la nourriture et proposent aux Jones d'approvisionner leur maison. Plus tard, alors que Janey-E et son fils s'absentent, Mullins reçoit un appel de Phil Bisby, collègue de Dougie Jones, lui annonçant que le FBI recherche Dougie. 
Dans leur van, les Hutchens patientent devant la maison des Jones. Les agents Headley et Wilson du FBI arrivent et, constatant que les Jones sont absents, repartent pour aller à la compagnie d'assurances Lucky 7 Insurance. Plus tard, le duo de tueurs assiste au retour du FBI, venu surveiller la résidence, et à l'arrivée des Mitchum. Un comptable arrive en voiture et demande aux Hutchens de déplacer leur véhicule, prétextant qu'ils gênent l’accès chez lui. À la suite de leur refus, il sort une arme automatique : les Hutchens sont mitraillés et tués dans leur van. Témoin de la fusillade, comme les frères Mitchum, le FBI arrête le comptable. 
Au chevet de Cooper, Mullins entend un bourdonnement, semblable à celui de l'hôtel Grand Nord, et le quitte. Soudain, Cooper sort de sa léthargie et se réveille, voit MIKE qui lui annonce que son double maléfique n'est pas revenu dans la Loge noire et lui donne la bague verte. En retour, Cooper lui transmet une mèche de cheveux et lui demande de créer un autre double de lui-même. MIKE lui confirme également qu'il possède toujours la petite graine dorée, apparue lors de la désintégration du vrai Dougie Jones. Redevenu l'agent du FBI et sorti de son amnésie, Cooper annonce à Janey-E, Sonny Jim et Mullins qu'il doit sortir de l'hôpital. Mullins lui donne son revolver et appelle les Mitchum pour leur dire que Cooper emmène sa famille dans leur casino Silver Mustang et qu'il a besoin d'un avion pour se rendre à Spokane, dans l'état de Washington. Cooper lui donne enfin un message à lire à son supérieur, Gordon Cole, s'il l'appelle. Cooper s'en va avec les Jones au moment où le FBI de Las Vegas débarque à l'hôpital.
Dans le Dakota du Sud, dans un hôtel de Buckhorn, Diane fume et reçoit le message du faux Cooper. Bouleversée, elle se souvient d'une série de chiffres qu'elle lui envoie en réponse. Anxieuse, elle se rend dans la chambre où se trouvent Cole, Rosenfield et Preston pour leur raconter la dernière fois où elle a vu Cooper. Quelques années après sa disparition, alors qu'elle travaillait encore pour le FBI, il lui a rendu visite et l'a embrassée, mais elle sentait que quelque chose était faux lors de leur baiser, ignorant qu'il s'agissait de son double maléfique. Sentant sa peur, il lui a souri et l'a violée. De plus en plus inquiète et bizarre, elle leur explique qu'il l'a ensuite conduite dans une station-service, avant de déclarer qu'elle est dans le bureau du shérif. Agitée, elle leur dit « Je ne suis pas moi » puis vise Cole avec l'arme à feu cachée dans son sac. Aussitôt, Preston et Rosenfield l'abattent et Diane disparaît subitement. Horrifiée, Preston réalise qu'elle était une Tulpa.
Dans la Loge noire, Diane est assise dans un fauteuil. MIKE lui dit qu'elle a été manufacturée, ce qu'elle reconnaît. Son visage se fissure et se casse, dévoile une fumée noire et elle se désintègre avant de se transformer en un petit orbe doré.
Au Silver Mustang Casino, les frères Mitchum et les Jones remarquent le changement de comportement de Dale Cooper. En privé, l'agent du FBI révèle à Janey-E et son fils qu'il doit partir, reconnaissant avoir passé de bons moments avec eux, et il leur assure qu'il sera de retour. Janey-E découvre qu'il n'est pas son vrai mari, ni le père de Sonny Jim, ce qu'il n'admet pas explicitement. Mais elle le remercie pour son aide et l'embrasse.
À leur tour, sur le chemin vers l'avion, les Mitchum comprennent que Cooper est un agent du FBI : il les rassure en leur déclarant que, au-delà de leurs activités criminelles, il ne voit en eux que leurs cœurs d'or. 

### Épisode 17:Le passé conditionne le futur
- États-Unis : 3 septembre 2017 sur Showtime
- France : 
  - 5 septembre 2017 sur Canal+ Séries
  - 14 septembre 2017 sur Canal+

- États-Unis : 254 000 téléspectateurs[38](première diffusion)

- Jay Aaseng (L'ivrogne)
- Chrysta Bell (Agent Tamara Preston)
- James Belushi (Bradley Mitchum)
- Giselle DaMier (Sandie)
- Laura Dern (Diane Evans)
- Jay R. Ferguson (Agent spécial Randall Headley)
- Robert Forster (Shérif Frank Truman)
- Nathan Frizzell (La voix de Phillip Jeffries)
- Robert Knepper (Rodney Mitchum)
- Andrea Leal (Mandie)
- Don Murray (Bushnell Mullins)
- John Pirruccello (Adjoint Chad Broxford)
- Amy Shiels (Candie)
- Jake Wardle (Freddie Sykes)
- Nae Yuuki (Naido)

Dans le Dakota du Sud, à Buckhorn, alors qu'ils portent un toast au FBI, Cole révèle à Preston et Rosenfield un secret qu'il a gardé pour lui pendant 25 ans. Avant sa disparition, le général Garland Briggs lui a raconté, ainsi qu'à Dale Cooper, qu'il a découvert une entité maléfique, appelée « Jowday » puis renommée « Judy ». Phillip Jeffries l'a approchée avant de disparaître et Cooper aurait demandé à son supérieur de le retrouver s'il disparaissait à son tour. Cole leur confie que Ray Monroe, son informateur, lui a dit que le doppelgänger de Cooper était à la recherche de coordonnées avant de recevoir un appel de l'agent Headley l'informant qu'il a retrouvé la trace de Douglas Jones, mais qu'il a disparu. Bushnell Mullins lit le message crypté que Jones lui a laissé disant qu'il se dirige vers le bureau du shérif Truman. Cole devine aussitôt qu'il s'agit de Cooper, reparti à Twin Peaks. 
À Twin Peaks, Benjamin Horne apprend au téléphone que son frère Jerry a été retrouvé nu au Wyoming.
Au commissariat de Twin Peaks, l'adjoint Chad Broxford est toujours emprisonné, en compagnie de l'ivrogne défiguré, de James Hurley, de Freddie Sykes et de Naido, la créature sans yeux, qui fait des bruits étranges.
Le doppelgänger de Cooper arrive dans la forêt de Twin Peaks, après avoir suivi ses coordonnées, près du « Palais de Jack Rabbit », l'endroit où le shérif Truman et ses adjoints ont découvert Naido. Un tourbillon se forme dans le ciel et il est téléporté dans le manoir du « Pompier », où flotte la tête de Garland Briggs. Un écran de cinéma montre la maison des Palmer et une route devant le bureau du shérif où le faux Cooper est transféré.
Au moment où il s'approche du commissariat et il aperçoit Andy qui le reconnaît, Naido se réveille, paniquée et l'ivrogne arrache le bandage de son visage ensanglanté. Andy emmène le double maléfique de Cooper à l'intérieur où il rencontre Lucy et Frank Truman. Broxford, grâce à une clé cachée dans sa chaussure, s'échappe de sa cellule et se procure une arme. Andy se souvient d'une vision de lui et de sa femme, eue lors de sa rencontre avec « Le Pompier ». Il descend dans la prison, pour apprendre à Hawk que Cooper est revenu ; Broxford le menace de son revolver, mais est assommé par Sykes, à travers la grille de sa cellule, à l'aide de son gant vert qui lui donne une force décuplée.
Dans le bureau du shérif, le faux Cooper explique qu'il est revenu en ville pour des affaires inachevées. Lucy interrompt leur entretien en transférant un appel du vrai Cooper disant qu'il sera bientôt en ville. Démasqué, le doppelgänger tente de tirer sur Truman, mais il est abattu par Lucy. L'agent Cooper déconseille à Truman de s'approcher de son double mort alors que Andy, Hawk, Freddie, James et Naido arrivent dans le bureau qui s'assombrit : des spectres recouvrent le cadavre de son propre sang pour le ressusciter. On voit l'orbe noir contenant BOB sortir du ventre du mort et attaquer Cooper, puis Freddie qui, quoique blessé, réussit à le mettre en pièces avec son poing surpuissant. Cooper place la bague verte au doigt de son double qui disparaît immédiatement. Celle-ci tombe sur le sol de la Loge noire. L'agent du FBI demande à Truman la clé de son ancienne chambre à l'hôtel Grand Nord, puis retrouve Cole qui, accompagné de Preston et Rosenfield, débarque dans le bureau suivi des assistantes des Mitchum. Troublé par la présence de Naido, il annonce à Bobby Briggs, également dans la pièce, que son père était au courant des événements qui ont eu lieu ici même. Naido s'approche de Cooper, son visage lui dévoile la Loge noire avant de se couper en deux pour révéler la vraie Diane. Ils s'embrassent et elle lui dit qu'elle se souvient de tout. Alors que le visage de Cooper se superpose à eux et proclame « Nous vivons à l'intérieur d'un rêve », il déclare aux personnes présentes dans le bureau qu'il espère les revoir toutes un jour. La pièce s'assombrit une seconde fois et Cole suit Cooper et Diane dans les ténèbres. Ils arrivent dans la chaudière de l'hôtel Grand Nord où ils suivent le bruit indétectable. Ils trouvent une porte, mais Cooper leur recommande de ne pas le suivre. Il leur fait ses adieux et la traverse seul.
Dans le noir, il fait face à MIKE, qui lui récite le poème Fire Walk with Me avant d'être téléporté à la station-service abandonnée. MIKE le guide vers le « Dutchman's », le motel où se trouve Jeffries sous la forme d'une théière géante. Ce dernier lui donne, par la vapeur qu'elle émet, des instructions pour trouver Judy dont le pétroglyphe de la grotte de Twin Peaks. Le symbole se transforme en deux diamants qui forment à leur tour le chiffre huit. Cooper est ensuite éjecté de la chambre du motel et voyage dans le temps pour se retrouver à Twin Peaks la nuit de la mort de Laura Palmer.
Laura s'enfuit de chez elle et part en moto avec son petit ami James Hurley sous les yeux de son père Leland, possédé par BOB. Au bord d'une route, ils s'embrassent, mais elle remarque Cooper, caché dans les bois, et hurle de peur. Laura tombe de la moto et, en pleurs, dit à James qu'elle l'aime avant de s'enfoncer dans la forêt. James repart ; alors qu'elle doit rejoindre Leo Johnson, Jacques Renault et Ronette Pulaski pour participer à une orgie, elle rencontre Dale Cooper et lui dit qu'elle l'a déjà vu dans un rêve. Il lui prend la main, pour la ramener chez elle et tenter de la sauver de sa propre mort. Dans une réalité modifiée, elle est toujours vivante. Alors que Josie Packard se maquille, Pete Martell embrasse son épouse Catherine et part pêcher sans découvrir le cadavre de Laura, qui a disparu de l'endroit où il est censé le découvrir.
Dans le monde réel, Sarah Palmer, chez elle, détruit le cadre de la photo de bal de sa fille Laura et s'acharne dessus.
Épisode dédié à la mémoire de Jack Nance, alias Pete Martell, décédé en 1996. 

### Épisode 18:Quel est votre nom?
- États-Unis : 3 septembre 2017 sur Showtime
- France : 
  - 5 septembre 2017 sur Canal+ Séries
  - 14 septembre 2017 sur Canal+

- États-Unis : 240 000 téléspectateurs[38](première diffusion)

- Matt Battaglia (Un cowboy)
- Laura Dern (Diane Evans)
- Francesca Eastwood (Kristi, la serveuse)
- Pierce Gagnon (Sonny Jim Jones)
- Heath Hensley (Un cowboy)
- Rob Mars (Un cowboy)
- Mary Reber (Alice Tremond)
- Naomi Watts (Janey-E Jones)

Dans la Loge noire, le doppelgänger de Cooper, assis dans un fauteuil, brûle. MIKE, à l'aide d'une graine dorée et d'une mèche de Dale Cooper, crée un nouveau Dougie Jones. Ce dernier retourne chez lui et est chaleureusement accueilli par sa femme Janey-E et leur fils Sonny Jim. 
Dans un passé modifié, Cooper, la nuit du meurtre de Laura Palmer, lui tient la main pour la ramener chez elle et l'éloigner de sa propre mort. Lorsqu'il se retourne, elle a disparu et il entend ses cris de terreur.
Dans la Loge noire, Cooper est assis face à MIKE qui lui pose la question « Est-ce le futur ou le passé ? ». L'agent du FBI observe le fauteuil vide, Laura et suit MIKE pour voir « Le Bras », qui lui demande si « c'est l'histoire d'une petite fille qui vit à deux pas de l'allée ». Puis Laura murmure à l'oreille de Cooper, à nouveau dans son fauteuil. Soudain, elle crie et elle est éjectée de la Loge noire. Cooper, perdu, rencontre Leland Palmer, le père de Laura, qui lui dit de retrouver sa fille, puis il traverse des rideaux mouvants où il aperçoit Glastonbury Grove, l'entrée de la Loge noire située dans la forêt de Twin Peaks, où l'attend Diane. Elle veut savoir s'il est bien le vrai Cooper qui, lui aussi, l'interroge pour être sûr qu'elle est la vraie Diane. 
Ils partent en voiture, parcourent 430 miles et Diane l'avertit que sa destination ne sera sans doute pas ce qu'il espère. Lorsqu'ils y arrivent, sur une route en plein désert, Cooper sort de la voiture et inspecte les alentours. Il dit qu'il s'agit du bon endroit. Ils s'embrassent avant de rouler à travers un portail qui les téléporte sur une route sombre.
Ils atteignent alors un motel dans la nuit. Cooper va louer une chambre tandis que Diane voit son double près de l'entrée qui disparaît lorsque Cooper revient. A l'intérieur, alors qu'ils font l'amour, Diane lui cache le visage et sanglote. Le lendemain, Cooper se réveille seul et découvre un message d'adieu adressé à un certain Richard et signé Linda, qui lui annonce qu'elle est partie pour toujours, que leur histoire est terminée et qu'il ne doit pas la retrouver. Cooper quitte le motel et remarque que le bâtiment est différent de celui de la veille.
Atteignant la ville d'Odessa, il s'arrête à un café nommé « Judy's ». Il demande à Kristi, la serveuse, si une autre serveuse travaille ici. Elle lui répond qu'elle n'est pas venue depuis trois jours. Trois clients, des cowboys, harcèlent Kristi et Cooper leur conseille de la laisser tranquille. Ils le menacent avec leurs revolvers mais Cooper les désarme. Il demande à Kristi  l'adresse de sa consœur. Cooper quitte le restaurant.
Arrivé à la maison de la serveuse, Cooper note un poteau électrique portant le chiffre 6. Il toque à la porte et découvre un sosie plus âgé de Laura Palmer. Il lui demande si elle s'appelle Laura, ce à quoi elle répond par la négative : elle s'appelle Carrie Page, mais Cooper insiste sur le fait que son prénom est Laura et lui propose de la ramener chez sa mère Sarah, dont le prénom la trouble. Elle accepte et lui propose de rentrer chez elle, le temps qu'elle prépare ses affaires. Il y découvre un homme mort d'une balle dans la tête, ainsi que la statuette d'un cheval blanc. 